# Liste des routes provinciales de l'Alberta
La liste des routes provinciales de l'Alberta répertorie l'ensemble des routes provinciales de la province canadienne de l'Alberta, soit celles entretenues par le ministère des Transports de l'Alberta, un ministère du gouvernement de l'Alberta. La province a un système provincial de routes d'environ 31 000 kilomètres, dont 24 851 kilomètres sont pavés en 2006.
Le réseau comprend deux séries de routes numérotées :
- la série 1-216 (auparavant connue sous le nom de routes primaires), forme un réseau central d'autoroutes albertaines — typiquement avec le plus de trafic et souvent pavées ;
- la série 500-986 donne plus d'accès locaux, avec un haut pourcentage de routes en gravier.

## Histoire
En 1926, l'Alberta a décidé de remplacer son système d'identification des autoroutes, qui avant utilisait des couleurs, par un système numéroté. En 1928, l'année où il y avait une route en gravier reliant Edmonton à la frontière des États-Unis, l'Alberta avait un réseau provincial de routes de 2 130 kilomètres.
Avant 1973, le réseau routier ne comprenait que des routes avec 1 ou 2 chiffres, avec quelques routes ayant des noms avec des suffixes (ex. Route 1X, Route 26A). En 1973, un deuxième réseau routier a émergé qui lui utilisait 3 chiffres en commençant dans les 500 pour les routes secondaires, tandis que le système existant a continué à être utilisé pour les routes provinciales. En 1974, les routes provinciales ont été renommées autoroutes primaires et, en 1990, les routes secondaires ont été renommées autoroutes secondaires.
Les autoroutes secondaires ont été abolies en 2000, et la plupart sont devenues des autoroutes primaires. Le réseau d'autoroutes primaires a été divisé en deux sous-groupes: les anciennes autoroutes primaires sont devenues la série 1-216; et les anciennes autoroutes secondaires sont devenues la série 500-986. Depuis 2010, toutes les autoroutes d'Alberta sont considérées comme autoroutes provinciales, mais les deux séries ont été gardées,. Malgré ceci, les séries sont quand même souvent appelées autoroutes primaires et secondaires, respectivement.

## Séries 1 - 216

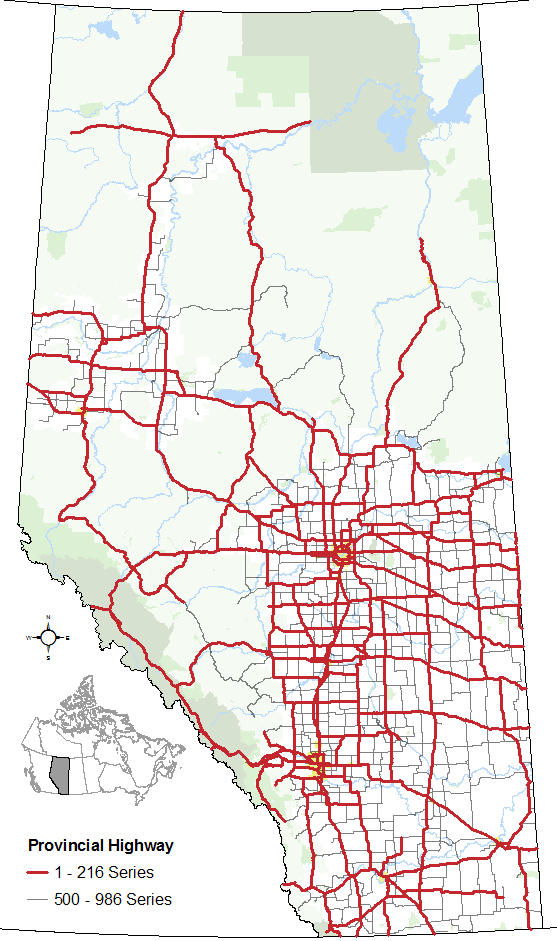
Les autoroutes de la série 1 - 216 du réseau routier de l'Alberta en 2016.

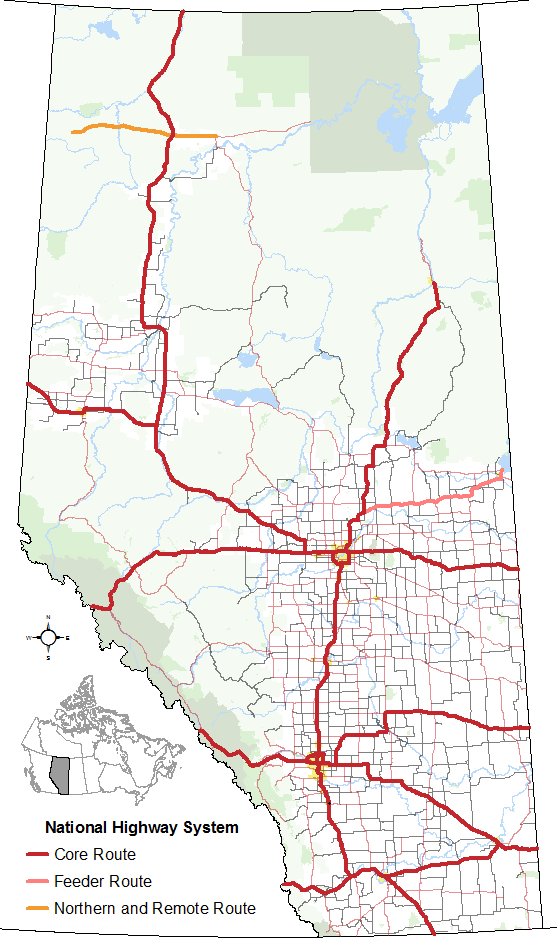
Les autoroutes du réseau routier de l'Alberta qui sont également des segments désignés du Réseau routier national du Canada.

La série d'autoroutes provinciales 1 à 216 est celle des autoroutes primaires de l'Alberta. Elles sont numérotées de 1 à 100, à l'exception des routes de contournement alentour de Calgary et d'Edmonton, qui elles ont les numéros 201 et 216 respectivement. Les numéros donnés à ces deux routes sont dérivés de l'addition des numéros assignés aux routes cœurs nord-sud et est-ouest qui croisent avec les routes de contournement. À Calgary, l'autoroute 201 est dérivée de l'autoroute 2 (nord / sud) et l'autoroute 1 (est / ouest). À Edmonton, l'autoroute 216 est dérivée de la même autoroute 2 (nord / sud) et de l'autoroute 16 (est / ouest).
Dans cette série, l'ensemble ou des portions des autoroutes 1, 2, 3, 4, 9, 15, 16, 28, 28A, 35, 43, 49, 63, 201 et 216 sont désignés comme routes cœurs du Réseau routier national du Canada. L'autoroute 28 entre l'autoroute 63 et Cold Lake est désignée comme route collectrice et l'autoroute 58 entre Rainbow Lake et l'autoroute 88 est désignée comme route nord / région éloignée.
Les autoroutes 1, 2, 3, 4, 16, et 43 sont considérées comme les autoroutes interprovinciales et internationales les plus importantes de l'Alberta et sont des autoroutes divisées ou des autoroutes à plusieurs voies sur la plus grande partie de leurs longueurs. La vitesse maximale sur ces routes est généralement de 110 km/h sur les autoroutes divisées et de 100 km/h sur les autres routes. Des segments de l'autoroute 1 et de l'autoroute 16 à travers les parcs nationaux dans les Rocheuses canadiennes peuvent avoir des vitesses maximales de 90 km/h ou de 70 km/h.
Le corridor d'autoroutes 15 / 28A / 28 / 63 entre Edmonton et Fort McMurray est considéré comme une des routes interprovinciales les plus importantes d'Alberta en raison de son importance vitale dans l'opération des sables bitumineux.
Seules les autoroutes 1, 2, 3, 4, 11, 15, 16, 43, 63, 100, 201, et 216 sont jumelées (voies rapides) sur la plus grande partie de leur longueur; la grande majorité des autoroutes albertaines de la série 1 à 216 ont seulement 2 voies et sont pavées. Seules 4 autoroutes de cette série sont des segments de leurs routes qui sont encore composées de gravier. Ceci inclut les autoroutes 40, 58, et 68 et un court segment à l'extrémité nord de l'autoroute 63.
Les autoroutes 1, 16, 201, et 215 font également partie de la route transcanadienne et ont le bouclier de la route transcanadienne au lieu du bouclier routier provincial.

### Liste
| Numéro | Longueur (km) | Longueur (mi) | Terminus sud ou ouest                                                          | Terminus nord ou est                                                    | Créée | Notes |
| ------ | ------------- | ------------- | ------------------------------------------------------------------------------ | ----------------------------------------------------------------------- | ----- | --- |
| AB-1   | 534,00        | 332,00        | BC-1 à la frontière de la Colombie-Britannique au Col du Cheval-qui-Rue        | SK-1 à la frontière de la Saskatchewan près de Walsh                    | 1941  | Signée avec le bouclier routier de la route transcanadienne                                                              |
| AB-1A  | 51,00         | 32,00         | AB-1 à Lake Louise                                                             | AB-1 près de Banff                                                      | —     | Ancienne section de l'AB-1; Promenade de la Vallée-de-la-Bow                                                             |
| AB-1A  | 89,00         | 55,00         | AB-1 à Canmore                                                                 | AB-1 à Calgary                                                          | 1957  | Ancienne section de l'AB-1; Bow Valley Trail                                                                             |
| AB-1X  | 5,00          | 3,00          | AB-1A près d'Exshaw                                                            | AB-1 près de Seebe                                                      | 1961  | |
| AB-2   | 1 273,00      | 791,00        | US 89 à la frontière canado-américaine à Carway                                | AB-43 près de Grande Prairie                                            | 1941  | Route Reine Elizabeth II (Airdrie–Edmonton) Deerfoot Trail (Calgary) Route Northern Woods and Water (Athabasca–Donnelly) |
| AB-2A  | 46,00         | 29,00         | AB-23 à High River                                                             | AB-201 / AB-22X à Calgary                                               | 1960  | Ancienne section de l'AB-2.                                                                                              |
| AB-2A  | 229,00        | 142,00        | AB-2 / AB-72 près de Crossfield                                                | AB-2 à Leduc                                                            | 1954  | Ancienne section de l'AB-2                                                                                               |
| AB-2A  | 15,00         | 9,00          | AB-2 près de Hondo                                                             | Smith                                                                   | —     | Ancienne section de l'AB-2                                                                                               |
| AB-2A  | 27,00         | 17,00         | AB-2 près de High Prairie                                                      | AB-49 au sud de Guy                                                     | —     | Ancienne section de l'AB-2                                                                                               |
| AB-2A  | 11,00         | 7,00          | AB-2 près de Rivière-la-Paix                                                   | AB-2 à Grimshaw                                                         | —     | Ancienne section de l'AB-2                                                                                               |
| AB-3   | 324,00        | 201,00        | BC-3 à la frontière de la Colombie-Britannique au Col du Nid de Corbeau        | AB-1 / AB-41A à Medicine Hat                                            | 1926  | Signée avec le bouclier routier de la Route Crowsnest                                                                    |
| AB-3A  | 4,00          | 2,00          | AB-3 aux chutes Lundbreck                                                      | AB-3 à Lundbreck                                                        | 1967  | Ancienne section de l'AB-3; non-signée.                                                                                  |
| AB-3A  | 8,00          | 5,00          | AB-3 près de Monarch                                                           | AB-3 / AB-23 près de Monarch                                            | 1996  | Ancienne section de l'AB-3.                                                                                              |
| AB-3A  | 0,65          | 0,40          | AB-3 à l'est de Coalhurst                                                      | Limites de la Ville de Lethbridge                                       | 1967  | Ancienne section de l'AB-3; non-signée; Westside Drive                                                                   |
| AB-3A  | 7,00          | 4,00          | Route d'affaires à travers Barnwell                                            | Route d'affaires à travers Barnwell                                     | 1998  | Ancienne section de l'AB-3; non-signée.                                                                                  |
| AB-4   | 103,00        | 64,00         | I-15 à la frontière canado-américaine à Coutts                                 | AB-3 à Lethbridge                                                       | 1926  | |
| AB-5   | 129,00        | 80,00         | Waterton Park                                                                  | AB-3 à Lethbridge                                                       | 1926  | Cowboy Trail (Parc national des Lacs-Waterton – Cardston)                                                                |
| AB-6   | 74,00         | 46,00         | MT 17 à la frontière canado-américaine à Chief Mountain                        | AB-3 à Pincher Station                                                  | 1926  | Cowboy Trail (Parc national des Lacs-Waterton – Pincher Station)                                                         |
| AB-7   | 26,00         | 16,00         | AB-22 à Black Diamond                                                          | AB-2 / AB-547 à Aldersyde                                               | —     | |
| AB-8   | 31,00         | 19,00         | AB-22 près de Redwood Meadows                                                  | AB-2 à Calgary                                                          | —     | Une section de 9 km à Calgary entre Sarcee Trail et Deerfoot Trail (AB-2) n'est pas signée; Glenmore Trail               |
| AB-9   | 324,00        | 201,00        | AB-1 / AB-797 près de Langdon                                                  | SK-7 à la frontière de la Saskatchewan à Alsask                         | —     | |
| AB-10  | 23,00         | 14,00         | AB-9 / AB-56 à Drumheller                                                      | AB-564 / AB-569 près de East Coulee                                     | —     | La route entière est dans la Ville de Drumheller; Hoo Doo Trail                                                          |
| AB-10X | 6,00          | 4,00          | AB-9 / AB-56 à Rosedale                                                        | Wayne                                                                   | —     | La route entière est dans la Ville de Drumheller.                                                                        |
| AB-11  | 318,00        | 198,00        | AB-93 à Saskatchewan River Crossing                                            | AB-12 près de Nevis                                                     | —     | Route David Thompson |
| AB-11A | 12,00         | 7,00          | AB-11 / AB-756 près de Rocky Mountain House                                    | AB-11 / AB-22 / AB-598 à Rocky Mountain House                           | —     | Ancienne section de l'AB-11                                                                                              |
| AB-11A | 17,00         | 11,00         | AB-20 à Sylvan Lake                                                            | AB-2A à Red Deer                                                        | 1987  | Ancienne section de l'AB-11                                                                                              |
| AB-12  | 364,00        | 226,00        | AB-22 près de Rocky Mountain House                                             | SK-51 à la frontière de la Saskatchewan à Compeer                       | —     | |
| AB-12A | 9,00          | 6,00          | AB-12 à Bentley                                                                | AB-12 à Gull Lake                                                       | 2017  | Ancienne section de l'AB-12                                                                                              |
| AB-13  | 366,00        | 227,00        | Alder Flats                                                                    | SK-14 à la frontière de la Saskatchewan près d'Hayter                   | —     | |
| AB-13A | 7,00          | 4,00          | AB-13 à Westerose                                                              | AB-13 près de Ma-Me-O Beach                                             | 2000  | Ancienne AB-13 à travers Ma-Me-O Beach.                                                                                  |
| AB-13A | 8,00          | 5,00          | Route de contournement de Camrose                                              | Route de contournement de Camrose                                       | 1988  | Maintenue par la Ville de Camrose; Camrose Drive                                                                         |
| AB-14  | 257,00        | 160,00        | AB-2 à Edmonton                                                                | SK-40 à la frontière de la Saskatchewan près de Marsden                 | —     | Poundmaker Trail |
| AB-15  | 93,00         | 58,00         | AB-16 à Edmonton                                                               | AB-16 / AB-854 près de Mundare                                          | 1940  | Ancienne section de l'AB-16.                                                                                             |
| AB-16  | 634,00        | 394,00        | BC-16 à la frontière de la Colombie-Britannique au Col Tête-Jaune              | SK-16 à la frontière de la Saskatchewan à Lloydminster                  | —     | Signée avec le bouclier routier de la route transcanadienne; co-signée avec le bouclier routier de la route Yellowhead   |
| AB-16A | 14,00         | 9,00          | AB-16 près d'Evansburg                                                         | AB-16 / AB-22 à Entwistle                                               | —     | Ancienne section de l'AB-16.                                                                                             |
| AB-16A | 33,00         | 21,00         | AB-16 près de Stony Plain                                                      | AB-216 à Edmonton                                                       | 1997  | Ancienne section de l'AB-16; Autoroute Parkland                                                                          |
| AB-16A | 9,00          | 6,00          | Route d'affaires à travers Vegreville                                          | Route d'affaires à travers Vegreville                                   | 1986  | Ancienne section de l'AB-16.                                                                                             |
| R-17   | 134,00        | 83,00         | Frontière de la Saskatchewan dans le Parc provincial de Dillberry Lake         | Onion Lake                                                              | 1940  | Longe le long de la frontière de l'Alberta et de la Saskatchewan; co-signée avec la SK 17.                               |
| AB-18  | 161,00        | 100,00        | AB-43 à Green Court                                                            | AB-2 / AB-656 près de Thorhild                                          | —     | |
| AB-19  | 12,00         | 7,00          | AB-60 à Devon                                                                  | AB-2 / AB-625 à Nisku                                                   | 1982  | |
| AB-20  | 110,00        | 68,00         | AB-11 à Sylvan Lake                                                            | AB-39 à Alsike                                                          | —     | |
| AB-20A | 3,00          | 2,00          | AB-20 près de Rimbey                                                           | AB-20 / AB-53 près de Rimbey                                            | —     | Ancienne AB-20. |
| AB-21  | 328,00        | 204,00        | AB-1 près de Strathmore                                                        | AB-15 à Fort Saskatchewan                                               | —     | |
| AB-22  | 574,00        | 357,00        | AB-3 près de Lundbreck                                                         | AB-18 près de Mayerthorpe                                               | —     | Cowboy Trail |
| AB-22X | 54,00         | 34,00         | AB-22 près de Priddis                                                          | AB-24 / AB-901 près de Cheadle                                          | 1976  | Ancienne AB-22 à l'ouest de Calgary.                                                                                     |
| AB-23  | 138,00        | 86,00         | AB-3 près de Monarch                                                           | AB-2A à High River                                                      | —     | |
| AB-24  | 69,00         | 43,00         | AB-23 près de Vulcan                                                           | AB-1 près de Cheadle                                                    | —     | |
| AB-25  | 72,00         | 45,00         | AB-3 à Lethbridge                                                              | AB-526 près de Enchant                                                  | —     | |
| AB-26  | 82,00         | 51,00         | AB-13 à Camrose                                                                | AB-14 près de Kinsella                                                  | 1970  | |
| AB-27  | 150,00        | 93,00         | AB-22 / AB-584 à Sundre                                                        | AB-9 / AB-56 près de Morrin                                             | —     | |
| AB-28  | 293,00        | 182,00        | AB-16 à Edmonton                                                               | Cold Lake                                                               | —     | |
| AB-28A | 18,00         | 11,00         | AB-15 à Edmonton                                                               | AB-28 à Gibbons                                                         | 1980  | Ancienne section de l'AB-37.                                                                                             |
| AB-29  | 152,00        | 94,00         | AB-15 près de Lamont                                                           | AB-41 près de Saint-Paul                                                | 2006  | |
| AB-31  | 4,00          | 2,00          | AB-16 près de Gainford                                                         | AB-759 à Seba Beach                                                     | —     | |
| AB-32  | 147,00        | 91,00         | AB-16 près de Carrot Creek                                                     | AB-33 à Swan Hills                                                      | —     | |
| AB-33  | 219,00        | 136,00        | AB-43 près de Gunn                                                             | AB-2 près de Kinuso                                                     | —     | Grizzly Trail |
| AB-35  | 465,00        | 289,00        | AB-2 près de Grimshaw                                                          | TNW-1 à la frontière des Territoires du Nord-Ouest près d'Indian Cabins | —     | Signée avec le bouclier routier de la Route du Mackenzie                                                                 |
| AB-36  | 681,00        | 423,00        | AB-4 à Warner                                                                  | AB-55 à Lac La Biche                                                    | —     | Autoroute de Commémoration des Vétérans                                                                                  |
| AB-37  | 67,00         | 42,00         | AB-43 près d'Onoway                                                            | AB-15 près de Fort Saskatchewan                                         | —     | |
| AB-38  | 25,00         | 16,00         | AB-28 à Redwater                                                               | AB-45 près de Bruderheim                                                | —     | |
| AB-39  | 91,00         | 57,00         | AB-22 près de Drayton Valley                                                   | AB-2 à Leduc                                                            | —     | |
| AB-40  | 3,80          | 2,40          | AB-3 à Coleman                                                                 | Route Forestry Trunk à la limite de la municipalité de Crowsnest Pass   | —     | Route Forestry Trunk |
| AB-40  | 104,00        | 65,00         | AB-541 / Route Forestry Trunk près de Longview                                 | AB-1 près de Seebe                                                      | —     | Fermée annuellement entre le Parc provincial Peter Lougheed et l'AB-541 du 1er décembre au 14 juin; Kananaskis Trail     |
| AB-40  | 46,00         | 29,00         | AB-1A près de Ghost Lake                                                       | AB-579 / Route Forestry Trunk près de Water Valley                      | —     | Route Forestry Trunk |
| AB-40  | 434,00        | 270,00        | AB-734 à la Rivière Lovett                                                     | AB-43 à Grande Prairie                                                  | —     | Autoroute Bighorn |
| AB-41  | 688,00        | 428,00        | S-232 à la frontière canado-américaine à Wild Horse                            | AB-55 à La Corey                                                        | —     | Buffalo Trail |
| AB-41A | 15,00         | 9,00          | AB-1 / AB-3 à Medicine Hat                                                     | AB-41 près de Medicine Hat                                              | —     | Ancienne AB-41. |
| AB-42  | 44,00         | 27,00         | AB-2A / AB-592 à Penhold                                                       | AB-21 près de Lousana                                                   | —     | |
| AB-43  | 497,00        | 309,00        | BC-2 à la frontière de la Colombie-Britannique près de Demmitt                 | AB-16 à Manly Corner                                                    | 1940  | |
| AB-43X | 16,00         | 10,00         | Route de concession 63 (116e Rue) près de Grande Prairie                       | AB-2 / AB-43 à Clairmont                                                | 2010  | |
| AB-44  | 171,00        | 106,00        | AB-16 près d'Acheson                                                           | AB-2 près de Hondo                                                      | —     | |
| AB-45  | 231,00        | 144,00        | AB-15 près de Bruderheim                                                       | SK-3 à la frontière de la Saskatchewan près d'Alcurve                   | —     | |
| AB-47  | 60,00         | 37,00         | AB-40 à Coalspur                                                               | AB-16 près d'Edson                                                      | —     | |
| AB-49  | 266,00        | 165,00        | BC-49 à la frontière de la Colombie-Britannique près de Bay Tree               | AB-43 à Valleyview                                                      | —     | Route Northern Woods and Water                                                                                           |
| AB-50  | 14,00         | 9,00          | AB-12 à Tees                                                                   | AB-21 à Mirror                                                          | —     | |
| AB-52  | 24,00         | 15,00         | AB-5 à Welling Station                                                         | AB-4 à Craddock                                                         | —     | |
| AB-53  | 222,00        | 138,00        | AB-22 près de Rimbey                                                           | AB-36 / AB-608 près de Forestburg                                       | —     | |
| AB-54  | 69,00         | 43,00         | AB-22 / AB-608 près de Caroline                                                | AB-2 à Innisfail                                                        | —     | |
| AB-55  | 263,00        | 163,00        | AB-2 à Athabasca                                                               | SK-55 à la frontière de la Saskatchewan près de Cherry Grove            | 1976  | Route Northern Woods and Water                                                                                           |
| AB-56  | 246,00        | 153,00        | AB-1 près de Bassano                                                           | AB-13 / AB-834 près de Camrose                                          | —     | |
| AB-58  | 325,00        | 202,00        | Rainbow Lake                                                                   | Garden River                                                            | —     | |
| AB-59  | 62,00         | 39,00         | AB-43 près de Hythe                                                            | AB-2 près de Sexsmith                                                   | —     | |
| AB-60  | 35,00         | 22,00         | AB-39 près de Calmar                                                           | AB-16 à Acheson                                                         | —     | Devonian Way |
| AB-61  | 147,00        | 91,00         | AB-4 / AB-846 à Stirling                                                       | AB-889 à Manyberries                                                    | 1959  | Red Coat Trail |
| AB-62  | 52,00         | 32,00         | S-213 à la frontière canado-américaine près de Del Bonita                      | AB-5 à Magrath                                                          | —     | |
| AB-63  | 434,00        | 270,00        | AB-28 près de Radway                                                           | Route hivernale au nord de Fort MacKay                                  | 1962  | Passe à travers Fort McMurray.                                                                                           |
| AB-64  | 126,00        | 78,00         | Route Cecil Lake à la frontière de la Colombie-Britannique près de Bear Canyon | AB-2 près de Fairview                                                   | —     | |
| AB-64A | 6,60          | 4,10          | AB-64 près de Fairview                                                         | AB-2 à Fairview                                                         | —     | |
| AB-66  | 28,00         | 17,00         | Parc provincial sauvage Don Getty                                              | AB-22 près de Bragg Creek                                               | —     | |
| AB-68  | 37,00         | 23,00         | AB-40 au Parc provincial de Bow Valley                                         | AB-1 près de Morley                                                     | —     | Sibbald Creek Trail |
| AB-72  | 33,00         | 21,00         | AB-2 / AB-2A au sud de Crossfield                                              | AB-9 / AB-806 à Beiseker                                                | 1980  | Ancienne AB-572. |
| AB-88  | 428,00        | 266,00        | AB-2 à Slave Lake                                                              | AB-58 près de Fort Vermilion                                            | 1988  | Indiquée avec le bouclier routier de la route bicentenaire; ancienne AB-67.                                              |
| AB-93  | 265           | 165           | BC 93 à la frontière de la Colombie-Britannique à Vermilion Pass               | AB-16 à Jasper                                                          | 1959  | Route Banff-Windermere Promenade des Glaciers                                                                            |
| AB-93A | 24            | 15            | AB-93 aux Chutes Athabasca                                                     | AB-93 près de Marmot Basin                                              | —     | |
| AB-93A | 1,7           | 1,1           | AB-93 près de Jasper                                                           | AB-16 à Jasper                                                          | —     | |
| SPF    | 7,1           | 4,4           | Limites d'Edmonton                                                             | AB-216 à Sherwood Park                                                  | 1999  | AB-100 non-indiquée; ancienne AB-14; Sherwood Park Freeway                                                               |
| AB-201 | 69            | 43            | Route de contournement de Calgary                                              | Route de contournement de Calgary                                       | 1990  | Stoney Trail Tsuut'ina Trail                                                                                             |
| AB-216 | 77            | 48            | Route de contournement d'Edmonton                                              | Route de contournement d'Edmonton                                       | 1992  | Anthony Henday Drive |
|        |               |               |                                                                                |                                                                         |       | |

### Série X
Les routes dans la série X sont typiquement des autoroutes qui sont planifiées pour des réalignement ou des petites branches d'une autoroute existante. Les numéros avant le X est dérivée de l'autoroute que l'autoroute X se connecte avec (par exemple, l'autoroute 16X est un réalignement de l'autoroute 16, et l'autoroute 10X est une petite branche de l'autoroute 10).
| Numéro | Longueur (km) | Longueur (mi) | Terminus sud ou ouest                                                                          | Terminus nord ou est                                                             | Créée    | Notes |
| --- | ------------- | ------------- | ---------------------------------------------------------------------------------------------- | -------------------------------------------------------------------------------- | -------- | --- |
| AB-1X | 5             | 3             | AB-1A à l'est d'Exshaw                                                                         | AB-1 au sud de Seebe                                                             | c. 1961  | |
| AB-1X | -             | -             | Route de contournement de Strathmore                                                           | Route de contournement de Strathmore                                             | Proposé  | Droit de route située au sud de Strathmore.                                                                                                   |
| AB-1X | -             | -             | Route de contournement de Medicine Hat                                                         | Route de contournement de Medicine Hat                                           | Proposé  | Droit de route située au sud de Medicine Hat.                                                                                                 |
| AB-2X | -             | -             | AB-2 / AB-3 à l'ouest de Fort Macleod                                                          | AB-2 / AB-3 à l'est de Fort Macleod                                              | Proposé  | 1er stage de la route de contournement de Fort Macleod; droit de route située au sud de Fort Macleod.                                         |
| AB-2X | -             | -             | Route de contournement de Claresholm                                                           | Route de contournement de Claresholm                                             | Proposé  | Droit de route située à l'est de Claresholm.                                                                                                  |
| AB-2X | -             | -             | Route de contournement de Nanton                                                               | Route de contournement de Nanton                                                 | Proposé  | Droit de route située à l'est de Nanton. |
| AB-2X | 10            | 6             | AB-2 à l'est de De Winton                                                                      | AB-2 / AB-22X à Calgary                                                          | -        | Désignation temporaire durant la construction; remplacée par l'AB-2 quand terminée.2003Deerfoot Trail                                         |
| AB-3X | -             | -             | Route de contournement de Crowsnest Pass                                                       | Route de contournement de Crowsnest Pass                                         | Proposé  | Droit de route située au sud de Crowsnest Pass.                                                                                               |
| AB-3X | -             | -             | Réalignement de Pincher Creek                                                                  | Réalignement de Pincher Creek                                                    | Proposé  | Droit de route située au sud de l'AB-3 pour permettre la construction d'un échangeur autoroutier à l'AB-6,.                                   |
| AB-3X | -             | -             | AB-3 à l'ouest de Fort Macleod                                                                 | AB-2X à l'ouest de Fort Macleod                                                  | Proposé  | 2e stage de la route de contournement de Fort Macleod; droit de route située au sud de Fort Macleod.                                          |
| AB-3X | -             | -             | AB-3 à l'ouest de Coalhurst                                                                    | AB-3 à l'ouest de Chin                                                           | Proposé  | Route de contournement de Lethbridge; droit de route située au nord de Lethbridge.                                                            |
| AB-4 | -             | -             | AB-4 au sud-est de Lethbridge                                                                  | AB-3X à l'est de Lethbridge                                                      | Proposé  | Route de contournement de Lethbridge; droit de route située à l'est de Lethbridge.                                                            |
| AB-6X | -             | -             | Route de contournement de Pincher Creek                                                        | Route de contournement de Pincher Creek                                          | Proposé  | Droit de route située à l'est de Pincher Creek,.                                                                                              |
| AB-10 | 6             | 4             | AB-9 / AB-56 à Rosedale                                                                        | Wayne                                                                            | -        | |
| AB-11X | 28            | 17            | AB-11 à Benalto                                                                                | AB-2 à Red Deer                                                                  | c. 1985  | Désignation de la route de contournement de Sylvan Lake durant la construction; remplacée par l'AB-11.1987                                    |
| AB-11X | -             | -             | AB-11 à Red Deer                                                                               | AB-11 à l'est de Red Deer                                                        | Proposé  | Réalignement proposée de l'AB-11 (extension de la 67e rue).                                                                                   |
| AB-14X | 3             | 2             | AB-14 (Sherwood Park Freeway) entre Edmonton et Sherwood Park                                  | AB-16A (Route Baseline) entre Edmonton et Sherwood Park                          | c. 1950s | Remplacée par l'AB-16.1999 |
| AB-14X | 3             | 2             | Route Baseline) entre Edmonton et Sherwood Park                                                | AB-16 entre Edmonton et Sherwood Park                                            | 1996     | Remplaçait des sections de l'AB-16A; remplacée par l'AB-216.1999                                                                              |
| AB-16X | 36            | 22            | AB-16 à l'ouest de Stony Plain                                                                 | AB-2 / AB-16 à Edmonton                                                          | c. 1970s | Remplacée par l'AB-16.1997 |
| AB-16X | -             | -             | Route de contournement d'Hinton                                                                | Route de contournement d'Hinton                                                  | Proposé  | Droit de route située au sud d'Hinton. |
| AB-16X | -             | -             | Route de contournement d'Edson                                                                 | Route de contournement d'Edson                                                   | Proposé  | Droit de route située au sud d'Edson. |
| AB-16X | -             | -             | AB-16 à l'est de Blackfoot                                                                     | Frontière de la Saskatchewan / AB-17 au sud de Lloydminster                      | Proposé  | Route de contournement de Lloydminster proposée; droit de route située au sud de Lloydminster.                                                |
| AB-22X | 54            | 34            | AB-22 près de Priddis                                                                          | AB-24 / AB-901 au sud de Cheadle                                                 | c. 1976  | Ancienne AB-22 à l'ouest de Calgary. |
| AB-28X | 13            | 8             | AB-28 près de Beaver Crossing                                                                  | Frontière de la Saskatchewan près de Cherry Grove (continue sous le nom d'SK-55) | -        | Remplacée par l'AB-55.1977 |
| AB-40X | -             | -             | AB-40 au sud de Grande Prairie                                                                 | AB-43 à l'ouest de Grande Prairie                                                | Proposé  | Route de contournement de Grande Prairie SW proposée.                                                                                         |
| AB-43X | 16            | 10            | Chemin de concession 63 (116e rue) au nord de Grande Prairie AB-43 à l'ouest de Grande Prairie | AB-2 / AB-43 à Clairmont                                                         | 2010     | Une section de 4 km (2 mi) entre la 16e rue et l'AB-2 / AB-43 a ouvert en 2010; une extension de 12 km (7 mi) est prévu d'ouvrir en été 2019. |
| AB-43X | -             | -             | Route de contournement de Whitecourt                                                           | Route de contournement de Whitecourt                                             | Proposé  | Droit de route située au sud de Whitecourt.                                                                                                   |
| Les boîtes avec un arrière-plan gris représentent une route qui n'existe plus. Les boîtes avec un arrière-plan jaune représentent une route qui est planifié |               |               |                                                                                                |                                                                                  |          | |

## Anciennes routes principales
| Numéro | Longueur (km) | Longueur (mi) | Terminus sud ou ouest                                                                                 | Terminus nord ou est                                                              | Créée    | Retirée   | Notes |
| ------ | ------------- | ------------- | --- | --------------------------------------------------------------------------------- | -------- | --------- | --- |
| AB-1   | 1370          | 851           | Frontière des États-Unis (Montana) à Carway                                                           | Frontière de la Colombie-Britannique à l'ouest de Demmitt                         | 1926     | c. 1941   | Remplacé par l'AB-2 ; passe à travers Calgary, Red Deer, Edmonton, Rivière-la-Paix et Grande Prairie |
| AB-1   | 60            | 37            | Bassano                                                                                               | Brooks                                                                            | c. 1941  | c. 1955   | Remplacé par l'AB-36 entre Brooks et Duchess; est devenu l'AB-550 et l'AB-873 en 1973. |
| AB-1A  | 6             | 4             | Frontière de la Colombie-Britannique au Col du Cheval-qui-Rue (continuait sous le nom de BC Route 1A) | AB-16 à Jasper                                                                    | 1962     | 1990      | Route fermée au trafic automobileCol du Cheval-qui-Rue |
| AB-1A  | 228           | 142           | AB-1 à l'ouest de Lake Louise                                                                         | AB-16 à Jasper                                                                    | 1940     | 1959      | RemplacPromenade des Glaciersée par l'AB-93 |
| AB-1A  | 11            | 7             | AB-1 (16e Avenue NW) / Crowchild Trail à Calgary                                                      | AB-2 (Deerfoot Trail) / 17e Avenue SE à Calgary                                   | 1949     | c. 1980   | Ancienne section de l'AB-1 qui traversait le Centre-ville de Calgary; l'AB-1A a été séparée en 2 sections quand elle a été déclassée. - 14e Rue W - 6e Avenue S - 9e Avenue S                                              |
| AB-1A  | 14            | 9             | AB-2 (Deerfoot Trail) à Calgary                                                                       | AB-1 à Chestermere                                                                | 1949     | 2013      | Ancienne section de l'AB-1 à travers l'est de Calgary17e Avenue SE |
| AB-1B  | 11            | 7             | Frontière de la Colombie-Britannique à Vermilion Pass (continuait sous le nom de BC Route 1B)         | AB-1 à Castle Junction                                                            | 1941     | 1959      | Remplacé par la l'AB-93Route Banff-Winderemere |
| AB-2   | 534           | 332           | Frontière de la Colombie-Britannique à Col du Cheval-qui-Rue                                          | Frontière de la Saskatchewan à l'est de Walsh                                     | 1926     | c. 1941   | Remplacé par l'AB-1; passait à travers Banff, Calgary, et de Medicine Hat. |
| AB-2   | 97            | 60            | Frontière de la Colombie-Britannique à l'ouest de Demmitt (continuait sous le nom de BC Route 2       | AB-34 (maintenant AB-43) au nord de Grande Prairie                                | c. 1941  | 1998      | Section remplacée par l'AB-43. |
| AB-2A  | 20            | 12            | AB-2 au nord de Nanton                                                                                | AB-23 à High River                                                                | -        | 1996,     | Ancienne section de l'AB-2. |
| AB-2A  | 11            | 7             | AB-1 à Calgary                                                                                        | AB-2 au nord de Calgary                                                           | -        | c. 1980s  | Ancienne section de l'AB-2.Barlow Trail |
| AB-2A  | 8             | 5             | AB-2 (109e Rue) à Edmonton                                                                            | AB-2 (St.Albert Trail / 118e Avenue) à Edmonton                                   | 1955     | 1970      | Chemin de contournement du Centre-ville d'Edmonton en utilisant le Pont Groat. - Avenue Whyte - Avenue University - Saskatchewan Drive - Route Groat                                                                       |
| AB-3A  | 6             | 4             | AB-3 à l'est de Coalhurst                                                                             | AB-3 à Lethbridge                                                                 | 1967     | c. 1980s  | Ancienne section de l'AB-3; tout le chemin à l'exception d'une section de 650 m a été déclassée quand elle a été annexée par la Ville de Lethbridge. - Westside Drive - Bridge Drive                                       |
| AB-7   | 17            | 11            | Black Diamond                                                                                         | Longview                                                                          | -        | -         | Section remplacé par l'AB-22. |
| AB-8   | 11            | 7             | AB-1A (14e Rue NW) à Calgary                                                                          | Parc Bowness à Bowness                                                            | -        | 1964      | Auparavant la route desservait les villes de Montgomery et de Bowness. Déclassé après que les villes aient été annexées par la Ville de Calgary. Route Kensington Parkdale Boulevard 3e Avenue NW Route Bowness 85e Rue NW |
| AB-11A | 13            | 8             | AB-11 à Benalto                                                                                       | AB-20 à Sylvan Lake                                                               | c. 1987  | c. 2008   | Ancienne section de l'AB-11. |
| AB-11X | 28            | 17            | AB-11 à Benalto                                                                                       | AB-2 à Red Deer                                                                   | c. 1985  | c. 1987   | Désignation de la voie de contournement Sylvan Lake durant la construction; remplacée par l'AB-11. |
| AB-12  | 90            | 56            | AB-20 / AB-51 à Bentley                                                                               | AB-39 à Alsike                                                                    | -        | c. 1980s  | Section remplacée par l'AB-20. |
| AB-13A | 5             | 3             | AB-2A / AB-13 à Wetaskiwin                                                                            | AB-13 / AB-814 au nord de Wetaskiwin                                              | -        | -         | Route alternative à travers Wetaskiwin. |
| AB-14A | 3             | 2             | Centre-ville d'Edmonton                                                                               | AB-14 (Avenue Whyte à Edmonton                                                    | c. 1960  | c. 1970   | Route Connors 83e Rue |
| AB-14A | 6             | 4             | Edmonton                                                                                              | AB-14 (Sherwood Park Freeway) près de Sherwood Park                               | 1968     | c. 1970s  | Ancienne section de l'AB-14.79e Avenue |
| AB-14X | 3             | 2             | AB-14 (Sherwood Park Freeway) entre Edmonton et Sherwood Park                                         | AB-16A (Route Baseline entre Edmonton et Sherwood Park                            | c. 1950s | 1999      | Remplacé par l'AB-216. |
| AB-14X | 3             | 2             | Route Baseline entre Edmonton et Sherwood Park                                                        | AB-16 entre Edmonton et Sherwood Park                                             | 1996     | 1999      | Remplacée par l'AB-216 |
| AB-15  | 80            | 50            | AB-16 dans le Centre-ville d'Edmonton                                                                 | AB-16 au sud de Mundare                                                           | c. 1930s | 1940      | Passait à travers du Parc national Elk Island; remplacée par l'AB-16. |
| AB-16  | 98            | 61            | AB-15 à Edmonton                                                                                      | AB-15 au sud de Mundare                                                           | c. 1930s | 1940      | Passait à travers le Fort Saskatchewan; section remplacée par l'AB-15. |
| AB-16A | 16            | 10            | AB-16 à Edmonton                                                                                      | Limites est de la Ville d'Edmonton                                                | c. 1950s | c. 1980s  | Ancienne section de l'AB-16 à travers le Centre-ville d'Edmonton. |
| AB-16A | 7             | 4             | Limites de la Ville d'Edmonton                                                                        | AB-16 à l'est d'Edmonton                                                          | c. 1950s | 1996      | Section remplacée par l'AB-14X (maintenant l'AB-216). |
| AB-16X | 36            | 22            | AB-16 à l'ouest de Stony Plain                                                                        | AB-2 / AB-16 à Edmonton                                                           | c. 1970s | 1997      | Remplacée par l'AB-16. |
| AB-17  | 14            | 9             | AB-16 à Manly Corner                                                                                  | Onoway                                                                            | c. 1930s | c. 1940s, | Remplacée par l'AB-43. |
| AB-18  | 97            | 60            | AB-933 (maintenant l'AB-33) à Barrhead                                                                | Swan Hills                                                                        | -        | c. 1977   | Section remplacée par l'AB-33. |
| AB-19  | 70            | 43            | AB-12 (maintenant AB-20) à Winfield                                                                   | AB-2 (maintenant AB-2A à Wetaskiwin                                               | -        | c. 1969   | Remplacée par l'AB-13 |
| AB-21A | 33            | 21            | AB-9 à Beiseker                                                                                       | AB-21 à l'est de Carbon                                                           | 1958     | c. 1962   | Ancienne section de l'AB-21; remplacée par l'AB-26 (maintenant l'AB-575 et l'AB-806). |
| AB-21A | 5             | 3             | AB-21 au sud-est de Nevis                                                                             | AB-12 à l'est de Nevis                                                            | -        | c. 1991   | Remplacée par l'AB-11. |
| AB-22  | 17            | 11            | AB-553 (maintenant l'AB-22) près de Priddis                                                           | AB-2 (maintenant l'AB-2A) au sud de Calgary                                       | -        | c. 1976   | Remplacée par l'AB-22X. |
| AB-26  | 52            | 32            | AB-9 au sud de Carbon                                                                                 | AB-9 à Beiseker                                                                   | -        | 1970      | Remplacée par des portions de l'AB-575, l'AB-806, et l'AB-836. |
| AB-28  | 49            | 30            | AB-36 à St. Brides                                                                                    | AB-41 à l'est de Saint-Paul                                                       | -        | 2006      | Section remplacée par l'AB-29. |
| AB-28A | 3             | 2             | AB-28 au nord d'Edmonton                                                                              | Base de soutien de la 3e Division du Canada Edmonton                              | -        | -         | Route d'accès pour la base de soutien de la 3e Division du Canada Edmonton. |
| AB-28A | 46            | 29            | AB-28 / AB-36 à Ashmont                                                                               | AB-28 / AB-41 à Hoselaw                                                           | -        | 2006      | Remplacée par l'AB-28. |
| AB-28X | 13            | 8             | AB-28 près de Beaver Crossing                                                                         | Frontière de la Saskatchewan près de Cherry Grove (continue sous le nom de SK 55) | -        | c. 1977   | Remplacée par l'AB-55. |
| AB-29  | 6             | 4             | Spring Lake (anciennement nommée Plage d'Edmonton)                                                    | AB-16 (maintenant AB-16A) à l'ouest de Stony Plain                                | -        | c. 1985   | Route de concession 15 Route de canton 530 |
| AB-30  | 3,5           | 2,2           | Kapasiwin                                                                                             | AB-16 à l'est de Wabamun                                                          | -        | c. 1994   | Route de concession 42 Route de concession 35 |
| AB-33  | 10            | 6             | AB-43 au sud de Onoway                                                                                | Alberta Beach                                                                     | -        | c. 1985   | Section remplacée par l'AB-633. |
| AB-34  | 152           | 94            | AB-2 au nord de Grande Prairie                                                                        | AB-2 (maintenant AB-49) au nord de Guy                                            | 1939     | 1998      | Une section de 47 km entre Valleyview et Guy a été remplacée par l'AB-43 (maintenant l'AB-49) dans le début des années 1990; le reste a été remplacée par l'AB-43.                                                         |
| AB-34A | 47            | 29            | AB-34 (maintenant l'AB-49) au nord de Valleyview                                                      | AB-2 (maintenant l'AB-2A) à l'ouest de High Prairie                               | 1959     | 1966      | Ancienne AB-34. |
| AB-38  | 3,2           | 2,0           | Route Stony Plain (anciennement l'AB-16A)                                                             | 79e Avenue (maintenant la Whitemud Drive)                                         | -        | c. 1962   | Desservait l'ancienne ville de Jasper Place; a été déclassée quand Jasper Place a été annexée par la Ville d'Edmonton.156e Rue                                                                                             |
| AB-40  | 24            | 15            | Frontière des États-Unis (Montana) à Whiskey Gap                                                      | AB-2 au sud de Cardston                                                           | -        | 1971      | Point de passage frontalier fermée; majorité de la route a été remplacée par l'AB-501,. |
| AB-43  | 77            | 48            | AB-2 / AB-49 à l'ouest de Donnelly                                                                    | AB-34 (maintenant AB-43) à Valleyview                                             | c. 1990  | 1998      | Section remplacée par l'AB-49. |
| AB-46  | 152           | 94            | AB-28 à Radway                                                                                        | AB-36 à Lac La Biche                                                              | -        | c. 1978   | Remplacée par des portions de l'AB-55 et de l'AB-63,. |
| AB-48  | 114           | 71            | Frontière des États-Unis (Montana) à Wild Horse (continue sous le nom de S-232)                       | AB-1 à l'ouest d'Irvine                                                           | -        | 1979      | Remplacée par l'AB-41,. |
| AB-51  | 36            | 22            | AB-761 au nord de Leslieville                                                                         | AB-12 / AB-20 à Bentley                                                           | c. 1950s | c. 1985   | Remplacée par l'AB-12,. |
| AB-55  | 15            | 9             | AB-16 à l'est d'Edmonton                                                                              | AB-15 à Fort Saskatchewan                                                         | -        | c. 1976   | Remplacée par l'AB-21. |
| AB-57  | 82            | 51            | AB-39 à Alsike                                                                                        | AB-16 à Entwistle                                                                 | -        | 1979      | Remplacée par l'AB-22 et l'AB-39,. |
| AB-58A | 22            | 14            | Fort Vermilion                                                                                        | AB-58 au nord du Fort Vermilion                                                   | c. 1970  | c. 1973   | Remplacée par l'AB-67 (maintenant l'AB-88). |
| AB-67  | 428           | 266           | AB-2 à Slave Lake                                                                                     | AB-58 au nord de Fort Vermilion                                                   | c. 1973  | 1988      | Remplacée par l'AB-88. |
| AB-69  | 14            | 9             | AB-63 à Fort McMurray                                                                                 | Saprae Creek                                                                      | c. 1975  | c. 2014   | Retournée à Wood Buffalo.Airport Road |
| AB-92  | 24            | 15            | AB-28 à l'ouest de Ardmore                                                                            | Route de canton 643 à l'ouest de Cold Lake                                        | c. 1981  | c. 1985   | Ancienne AB-992,; remplacée par l'AB-892,. |
|        |               |               | |                                                                                   |          |           | |

## Séries 500 - 986

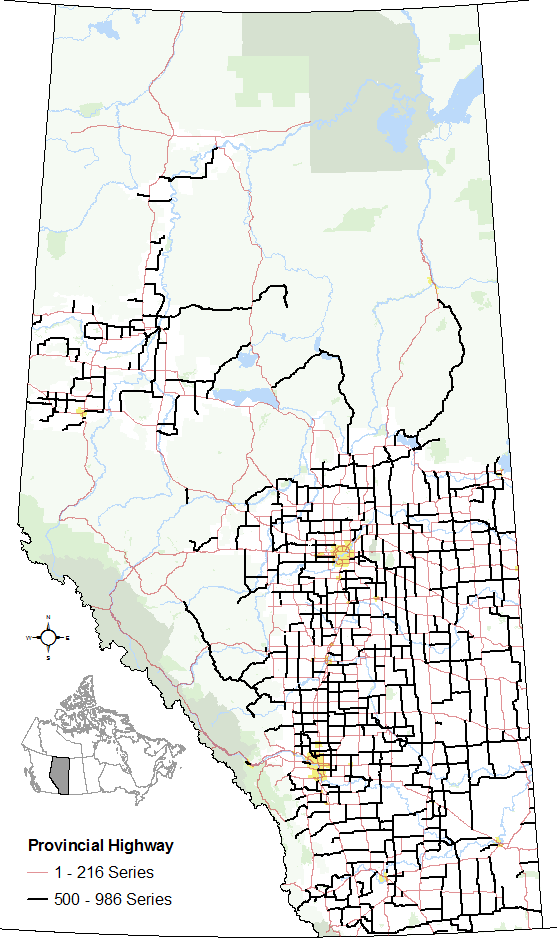
Les séries d'autoroutes 500 - 986 dans le système Albertain d'autoroutes provinciales en 2016.

Les séries d'autoroutes provinciales 500 - 986 sont généralement considérées comme étant des autoroutes locales et rurales. Les séries d'autoroutes 500 - 986 sont divisées en 3 sous-séries:
- Les autoroutes 500 / 600 sont des routes ouest-est où les numéros augmentent en voyageant vers le nord à partir de la frontière du Montana jusqu'à la frontière des Territoires du Nord-Ouest.
- Les autoroutes 700 / 800 sont des routes sud-nord où les numéros augmentent en voyageant vers l'est à partir de la frontière de la Colombie-Britannique jusqu'à la frontière de la Saskatchewan.
- Les autoroutes 900 sont des routes plus récentes ou sont des routes futures qui ont été établies pour des considérations futures ou comme des prolongements ou réalignements potentiels dans les séries d'autoroutes 1 - 216.

Certaines de ces routes sont pavées, tandis que d'autres sont entièrement ou partiellement composées de gravier. La vitesse maximum rurale varie entre 80 km/h et 100 km/h.
|                |
| sous-série 500 |

|                |
| sous-série 600 |

|                |
| sous-série 700 |

|                |
| sous-série 800 |

|                |
| sous-série 900 |

### Sous-série 500
| Numéro                                                                         | Longueur (km) | Longueur (mi) | Terminus sud ou ouest                                                         | Terminus nord ou est                                                                     | Notes                                                                                              |
| ------------------------------------------------------------------------------ | ------------- | ------------- | ----------------------------------------------------------------------------- | ---------------------------------------------------------------------------------------- | -------------------------------------------------------------------------------------------------- |
| AB-500                                                                         | 19            | 12            | AB-4 à Coutts                                                                 | Chemin de concession 135                                                                 | |
| AB-500                                                                         | 43            | 27            | AB-501 au nord du Parc provincial Writing-on-Stone                            | AB-880 à Aden                                                                            | |
| AB-501                                                                         | 300           | 186           | AB-5 à l'est de Mountain View                                                 | Frontière de la Saskatchewan à l'est de Onefour (continue sous le nom de SK-13)          | Passe à travers Cardston et de Milk River.Red Coat Trail (AB-889 - Saskatchewan)                   |
| AB-501                                                                         | 5             | 3             | AB-2 au sud de Cardston                                                       | AB-2 / AB-5 au nord de Cardston                                                          | éperon; autoroute non-signéeRoute de contournement de Cardston                                     |
| AB-502                                                                         | 53            | 33            | AB-501 au sud de Manyberries                                                  | AB-41 à l'est de Onefour                                                                 | Retirée en 1994                                                                                    |
| AB-503                                                                         | 18            | 11            | AB-5 à l'est de Cardston                                                      | AB-820 près du Parc Provincial Woolford                                                  | |
| AB-504                                                                         | 29            | 18            | AB-4 & AB-36 à Warner                                                         | AB-877                                                                                   | |
| AB-505                                                                         | 72            | 45            | AB-6 au sud de Pincher Creek                                                  | AB-5 à Spring Coulee                                                                     | |
| AB-506                                                                         | 46            | 29            | AB-62 au sud de Magrath                                                       | AB-4 au nord de Warner                                                                   | Passe à travers McNab.                                                                             |
| AB-507                                                                         | 73            | 45            | AB-3 à l'ouest de Lundbreck                                                   | AB-810 au nord de Glenwood                                                               | Passe à travers Pincher Creek.                                                                     |
| AB-508                                                                         | 8             | 5             | AB-5 au sud de Lethbridge                                                     | AB-4 au sud-est de Lethbridge                                                            | |
| AB-509                                                                         | 48            | 30            | AB-2 à Stand Off                                                              | AB-3 à l'ouest de Coalhurst                                                              | |
| AB-510                                                                         | 24            | 15            | AB-3 à Cowley                                                                 | AB-785 au nord de Pincher Creek                                                          | |
| AB-511                                                                         | 28            | 17            | AB-2 au sud de Fort Macleod                                                   | AB-509 à la résèrve indienne Blood 148                                                   | |
| AB-512                                                                         | 28            | 17            | AB-3 / AB-4 à Lethbridge                                                      | AB-3 à l'est de Coaldale                                                                 | |
| AB-513                                                                         | 29            | 18            | AB-36 au sud de Taber                                                         | AB-877                                                                                   | |
| AB-514                                                                         | 13            | 8             | Route de concession 41 à l'ouest du Parc interprovincial des collines Cypress | AB-41 au nord du Parc interprovincial des collines Cypress                               | |
| AB-515                                                                         | 25            | 16            | AB-41 au nord du Parc interprovincial des collines Cypress                    | Frontière de la Saskatchewan à l'est d'Elkwater (continue sous le nom de SK-724)         | |
| AB-516                                                                         | 30            | 19            | AB-785 au nord de Pincher Creek                                               | AB-2 au nord de Fort Macleod                                                             | Remplacée par l'AB-785, en 1979                                                                    |
| AB-517                                                                         | 22            | 14            | Route Forestry Trunk                                                          | AB-22 au nord de Lundbreck                                                               | Retirée en 2000                                                                                    |
| AB-519                                                                         | 65            | 40            | AB-2 à Granum                                                                 | AB-845 à l'est de Picture Butte                                                          | Passe à travers Nobleford et Picture Butte.                                                        |
| AB-520                                                                         | 105           | 65            | AB-22 à l'ouest de Claresholm                                                 | AB-843 au nord de Coaldale                                                               | Passe à travers Claresholm et Barons.                                                              |
| AB-521                                                                         | 21            | 13            | AB-25 au nord de Turin                                                        | AB-864 au sud de Vauxhall                                                                | |
| AB-522                                                                         | 12            | 7             | AB-843 au nord de Picture Butte                                               | AB-845 au sud de Lomond                                                                  | |
| AB-523                                                                         | 26            | 16            | Route de concession 84                                                        | AB-3 à Medicine Hat                                                                      | |
| AB-524                                                                         | 106           | 66            | AB-864 à l'est de Vauxhall                                                    | AB-1 à l'ouest de Redcliff                                                               | Passe à travers Vauxhall et Hays.                                                                  |
| AB-525                                                                         | 28            | 17            | AB-875 à Rolling Hills                                                        | AB-524 à l'est de Hays                                                                   | |
| AB-526                                                                         | 39            | 24            | AB-845 à l'ouest de Enchant                                                   | AB-36 au nord de Vauxhall                                                                | |
| AB-527                                                                         | 14            | 9             | Parc provincial Willow Creek                                                  | AB-2 à Stavely                                                                           | |
| AB-528                                                                         | 19            | 12            | AB-41 au sud de Schuler                                                       | Frontière de la Saskatchewan au sud-est de Schuler (continue sous le nom de SK-728)      | |
| AB-529                                                                         | 78            | 48            | AB-2 au sud de Parkland                                                       | AB-845 au sud de Lomond                                                                  | |
| AB-530                                                                         | 20            | 12            | AB-36 au sud de Scandia                                                       | AB-875 au nord de Rolling Hills                                                          | |
| AB-531                                                                         | 18            | 11            | AB-842                                                                        | AB-845 à Lomond                                                                          | |
| AB-532                                                                         | 26            | 16            | Route Forestry Trunk                                                          | AB-22 au nord du Parc provincial Chain Lakes                                             | |
| AB-533                                                                         | 63            | 39            | AB-22 au Parc provincial Chain Lakes                                          | AB-804 à l'est de Nanton                                                                 | Passe à travers Nanton.                                                                            |
| AB-534                                                                         | 40            | 25            | AB-804 à l'est de Nanton                                                      | AB-842 à l'est de Vulcan                                                                 | Passe à travers Vulcan.                                                                            |
| AB-535                                                                         | 17            | 11            | AB-873 à l'est du Lac Newell                                                  | AB-876 au sud de Tilley                                                                  | |
| AB-537                                                                         | 7             | 4             | AB-41 au sud de Hilda                                                         | Frontière de la Saskatchewan à l'ouest de Richmound, SK (continue sous le nom de SK-371) | |
| AB-539                                                                         | 56            | 35            | AB-845 au nord de Lomond                                                      | AB-36 au sud de Brooks                                                                   | |
| AB-540                                                                         | 35            | 22            | AB-22 au sud de Longview                                                      | AB-2 au nord de Cayley                                                                   | |
| AB-541                                                                         | 43            | 27            | AB-40 au sud du Parc provincial Elbow-Sheep Wildland                          | AB-22 à Longview                                                                         | |
| AB-542                                                                         | 23            | 14            | AB-23 / AB-24 au nord de Vulcan                                               | AB-842 à l'ouest de Milo                                                                 | |
| AB-542                                                                         | 11            | 7             | AB-36 à l'est de Cassils                                                      | AB-1 à Brooks                                                                            | Route Cassils                                                                                      |
| AB-543                                                                         | 25            | 16            | AB-22 au sud de Black Diamond                                                 | AB-2A à High River                                                                       | |
| AB-544                                                                         | 57            | 35            | AB-36 au sud de Duchess                                                       | AB-884 au sud de Jenner                                                                  | |
| AB-545                                                                         | 7             | 4             | AB-41 au nord d'Hilda                                                         | Frontière de la Saskatchewan à l'ouest de Burstall, SK (continue sous le nom de SK-321)  | |
| AB-546                                                                         | 30            | 19            | Route de concession 42                                                        | AB-22 à Turner Valley                                                                    | |
| AB-547                                                                         | 77            | 48            | AB-2 / AB-2A / AB-7 au nord d'Aldersyde                                       | AB-1 à Gleichen                                                                          | |
| AB-549                                                                         | 47            | 29            | Route de concession 44 à l'ouest de Millarville                               | AB-2A à Okotoks                                                                          | |
| AB-550                                                                         | 40            | 25            | AB-1 à l'est de Bassano                                                       | AB-873 à Duchess                                                                         | Ancienne section de l'AB-1; passe à travers Rosemary.                                              |
| AB-552                                                                         | 13            | 8             | AB-2A au limites de la Ville de Calgary                                       | AB-549 à l'ouest d'Okotoks                                                               | |
| AB-552                                                                         | 33            | 21            | AB-2 / AB-2A au sud de Calgary                                                | AB-547 / AB-799 à l'est d'Aldersyde                                                      | |
| AB-553                                                                         | 34            | 21            | Chutes Elbow                                                                  | AB-22 à Priddis                                                                          | Remplacée par l'AB-922 (maintenant l'AB-22) en 1975,; le reste a été remplacée par l'AB-66 en 1983 |
| AB-555                                                                         | 85            | 53            | AB-884 à Jenner                                                               | AB-41 au sud d'Empress                                                                   | |
| AB-556                                                                         | 19            | 12            | AB-862 au sud de Gem                                                          | AB-36 au nord de Duchess                                                                 | |
| AB-559                                                                         | 20            | 12            | AB-22 au nord de Bragg Creek                                                  | Limites de la Ville de Calgary                                                           | Remplacée par l'AB-8, en 1979 Route Bragg Creek Route Richmond                                     |
| AB-560                                                                         | 16            | 10            | Limites de la Ville de Calgary                                                | AB-797 à Langdon                                                                         | Glenmore Trail                                                                                     |
| AB-561                                                                         | 69            | 43            | AB-1 à l'est de Strathmore                                                    | AB-862 au nord de Gem                                                                    | Passe à travers Hussar.                                                                            |
| AB-561                                                                         | 51            | 32            | AB-36 au nord de Duchess                                                      | AB-884 au nord de Jenner                                                                 | Passe à travers Cessford.                                                                          |
| AB-562                                                                         | 14            | 9             | AB-41 à l'est d'Empress                                                       | Frontière de la Saskatchewan à Empress (continue sous le nom de SK-741)                  | |
| AB-563                                                                         | 6             | 4             | AB-1 à l'ouest de Calgary                                                     | Limites de la Ville de Calgary                                                           | La vitesse maximale sur cette autoroute est de 60 km/h.Route Old Banff Coach                       |
| AB-564                                                                         | 126           | 78            | Limites de la Ville de Calgary                                                | AB-569 au sud-est de Drumheller                                                          | Continue dans la ville de Calgary sous le nom de Country Hills Boulevard                           |
| AB-565                                                                         | 19            | 12            | AB-895 (route de concession 43) au sud d'Oyen                                 | AB-41 à Acadia Valley                                                                    | Retirée en 2000                                                                                    |
| AB-566                                                                         | 34            | 21            | AB-772 à l'ouest de Balzac                                                    | AB-9 entre Kathyrn et Keoma                                                              | |
| AB-567                                                                         | 64            | 40            | AB-22 au nord de Cochrane                                                     | AB-9 au sud d'Irricana                                                                   | Passe à travers Airdrie au Veterans Boulevard. Route Big Hill Springs Route Irricana               |
| AB-569                                                                         | 28            | 17            | AB-841 à l'est de Rosebud                                                     | AB-10 & AB-570 à Drumheller                                                              | Passe à travers Rosebud et Dalum.                                                                  |
| AB-570                                                                         | 187           | 116           | AB-10 / AB-569 à Drumheller                                                   | Frontière de la Saskatchewan au sud d'Alask, SK (connecte avec la route SK-44)           | |
| AB-572                                                                         | 34            | 21            | AB-2 / AB-2A au sud-est de Crossfield                                         | AB-9 / AB-806 à Beiseker                                                                 | Remplacée par l'AB-72, en 1979                                                                     |
| AB-573                                                                         | 24            | 15            | AB-10 à Drumheller                                                            | AB-851 au Parc provincial Little Fish Lake                                               | |
| AB-573                                                                         | 18            | 11            | AB-862 à Lonebutte                                                            | AB-36 au sud d'Hanna                                                                     | Retirée en 1979                                                                                    |
| AB-574                                                                         | 33            | 21            | AB-22 à l'est de Bottrel                                                      | AB-2A à Crossfield                                                                       | Passe à travers Madden.                                                                            |
| AB-575                                                                         | 77            | 48            | AB-791 à l'ouest d'Acme                                                       | AB-9 / AB-56 à Drumheller                                                                | Passe à travers Acme et Carbon.Dinosaur Trail (AB-837 - AB-9)                                      |
| AB-576                                                                         | 29            | 18            | AB-9 / AB-56 à Drumheller                                                     | AB-851                                                                                   | |
| AB-577                                                                         | 10            | 6             | AB-36 au sud d'Hanna                                                          | Sheerness                                                                                | |
| AB-578                                                                         | 18            | 11            | AB-862 à Lonebutte                                                            | AB-36 au sud d'Hanna                                                                     | Remplacée par l'AB-573 en 1979                                                                     |
| AB-579                                                                         | 49            | 30            | AB-40 / AB-734 à l'ouest de Water Valley                                      | AB-22 au sud de Cremona                                                                  | Passe à travers Water Valley.                                                                      |
| AB-580                                                                         | 29            | 18            | AB-22 à Cremona                                                               | AB-2A au sud de Carstairs                                                                | |
| AB-581                                                                         | 19            | 12            | AB-2A à Carstairs                                                             | AB-791 à l'est de Carstairs                                                              | |
| AB-582                                                                         | 90            | 56            | AB-22 à l'ouest de Didsbury                                                   | AB-21 / AB-27 au sud de Three Hills                                                      | Passe à travers Didsbury.                                                                          |
| AB-583                                                                         | 36            | 22            | AB-805 au sud de Torrington                                                   | AB-836 à l'est de Three Hills                                                            | Passe à travers Three Hills.                                                                       |
| AB-584                                                                         | 44            | 27            | AB-734 à l'ouest de Bearberry                                                 | AB-22 / AB-27 à Sundre                                                                   | |
| AB-585                                                                         | 39            | 24            | AB-21 à Trochu                                                                | AB-56 à l'est de Rumsey                                                                  | |
| AB-586                                                                         | 67            | 42            | AB-36 au nord de Hanna                                                        | AB-884 au sud de Veteran                                                                 | |
| AB-587                                                                         | 98            | 61            | AB-22 à James River Bridge                                                    | AB-21 à Huxley                                                                           | Passe à travers Bowden                                                                             |
| AB-589                                                                         | 39            | 24            | AB-56 au sud de Big Valley                                                    | AB-855 à Endiang                                                                         | |
| AB-590                                                                         | 83            | 52            | AB-2 à Innisfail                                                              | AB-56 à Big Valley                                                                       | |
| AB-591                                                                         | 31            | 19            | AB-734 à l'ouest de Ricinus                                                   | AB-22 / AB-54 à l'ouest de Caroline                                                      | |
| AB-592                                                                         | 15            | 9             | AB-781 à l'est de Markerville                                                 | AB-2A / AB-42 à Penhold                                                                  | |
| AB-593                                                                         | 16            | 10            | AB-850 au sud de Botha                                                        | AB-853 au nord de Byemoor                                                                | |
| AB-594                                                                         | 11            | 7             | AB-835 au sud de Erskine                                                      | AB-56 au sud de Stettler                                                                 | |
| AB-595                                                                         | 38            | 24            | AB-2A (Avenue Gaetz) à Red Deer                                               | AB-21 au nord de Delburne                                                                | 19e Rue à Red Deer.Route Delburne                                                                  |
| AB-596                                                                         | 18            | 11            | AB-781 au sud de Sylvan Lake                                                  | AB-11 à l'ouest de Red Deer                                                              | Burnt Lake Trail; retirée en 2000                                                                  |
| AB-597                                                                         | 21            | 13            | AB-2 à Blackfalds                                                             | AB-815 à Joffre                                                                          | |
| AB-598                                                                         | 23            | 14            | AB-11 / AB-22 / AB-11A à Rocky Mountain House                                 | AB-761 à Leslieville                                                                     | 52e Avenue à Rocky Mountain House.                                                                 |
| AB-599                                                                         | 75            | 47            | AB-861 à Castor                                                               | AB-41 au sud de Czar                                                                     | |
| Les boîtes avec un arrière-plan gris représentent une route qui n'existe plus. |               |               |                                                                               |                                                                                          | |

### Sous-série 600
| Numéro | Longueur (km) | Longueur (mi) | Terminus sud ou ouest                                       | Terminus nord ou est                                              | Notes                                                                                        |
| ------ | ------------- | ------------- | ----------------------------------------------------------- | ----------------------------------------------------------------- | -------------------------------------------------------------------------------------------- |
| AB-600 | 43            | 27            | AB-41 au sud de Czar                                        | AB-13 / AB-899 à Provost                                          |                                                                                              |
| AB-601 | 77            | 48            | AB-11 au sud d'Alix                                         | AB-855 au nord d'Halkirk                                          | Passe à travers Alix.                                                                        |
| AB-602 | 28            | 17            | AB-36 à Alliance                                            | AB-872 au nord de Brownfield                                      |                                                                                              |
| AB-603 | 6             | 4             | AB-884 au sud d'Amisk                                       | AB-13 à Hughenden                                                 |                                                                                              |
| AB-604 | 19            | 12            | AB-792 à l'est du Lac Gull                                  | AB-2A à Morningside                                               |                                                                                              |
| AB-605 | 23            | 14            | AB-821 au nord de Tees                                      | AB-21 / AB-53 à Bashaw                                            |                                                                                              |
| AB-606 | 44            | 28            | AB-922 (maintenant l'AB-22) au nord de Rocky Mountain House | AB-20 à Rimbey                                                    | Remplacée par l'AB-53, en 1979                                                               |
| AB-607 | 18            | 11            | AB-761                                                      | AB-20 au sud de Bluffton                                          |                                                                                              |
| AB-608 | 28            | 17            | AB-36 / AB-53 à l'est de Forestburg                         | AB-872 au sud d'Hardisty                                          |                                                                                              |
| AB-608 | 15            | 9             | Route de concession 95 à l'est de la Rivière Battle         | AB-884 à Amisk                                                    |                                                                                              |
| AB-609 | 42            | 26            | AB-21 au nord de Ferintosh                                  | AB-854 à Rosalind                                                 | Passe à travers Edberg.                                                                      |
| AB-610 | 49            | 30            | AB-14 à l'est de Wainwright                                 | AB-17 à l'est de Ribstone                                         | Passe à travers Edgerton et de Chauvin.                                                      |
| AB-611 | 99            | 62            | AB-20 à Hoadley                                             | AB-21 entre Ferintosh et New Norway                               | Passe à travers Maskwacis.                                                                   |
| AB-612 | 40            | 25            | Alder Flats                                                 | AB-12 (maintenant l'AB-20) / AB-13 à Winfield                     | Remplacée par l'AB-13, en 1979                                                               |
| AB-613 | 8             | 5             | AB-2A / AB-13 à Wetaskiwin                                  | AB-822 au sud de Gwynne                                           | 40e Avenue à travers Wetaskiwin.                                                             |
| AB-614 | 34            | 21            | AB-41 au nord de Wainwright                                 | AB-894                                                            |                                                                                              |
| AB-615 | 14            | 9             | AB-36 au sud de Viking                                      | AB-14 à l'ouest de Kinsella                                       | Remplacée par l'AB-26 en 2009                                                                |
| AB-616 | 147           | 91            | Route de concession 71 à Buck Creek                         | AB-21 au nord d'Armena                                            | Passe à travers Breton, Pipestone, et Millet.                                                |
| AB-617 | 28            | 17            | AB-21 à Hay Lakes                                           | AB-834 au nord de Round Hill                                      | Passe à travers Kingman.                                                                     |
| AB-619 | 126           | 78            | AB-36 à Viking                                              | AB-17 au sud de Lloydminster                                      |                                                                                              |
| AB-620 | 53            | 33            | Réservoir Brazeau                                           | AB-22 à Drayton Valley                                            | Passe à travers Lodgepole.                                                                   |
| AB-621 | 30            | 19            | AB-753 à Cynthia                                            | AB-22 à Rocky Rapids                                              |                                                                                              |
| AB-622 | 21            | 13            | AB-770 à St. Francis                                        | AB-39 au nord de Thorsby                                          | Passe à travers Telfordville.                                                                |
| AB-623 | 48            | 30            | 50e Rue à Leduc                                             | AB-617 au sud du Parc provincial Miquelon Lake                    | Passe à travers Rolly View.Route Rollyview                                                   |
| AB-624 | 14            | 9             | AB-22 au nord de Rocky Rapids                               | AB-759 au sud de Tomahawk                                         |                                                                                              |
| AB-625 | 20            | 12            | Route 2 (Alberta)/AB-2 / AB-19 à Nisku                      | AB-21 au sud de Looma                                             | Passe à travers Beaumont.                                                                    |
| AB-626 | 43            | 27            | AB-834 à Tofield                                            | AB-857 au sud de Vegreville                                       |                                                                                              |
| AB-627 | 70            | 43            | AB-759 au nord de Tomahawk                                  | Limites de la Ville d'Edmonton                                    | Route Garden Valley                                                                          |
| AB-628 | 19            | 12            | AB-779 à Stony Plain                                        | Limites de la Ville d'Edmonton                                    | Connecté par la Whitemud Drive à travers Edmonton.                                           |
| AB-628 | 6             | 4             | AB-216 près d'Edmonton                                      | AB-21 au sud de Sherwood Park                                     | Connecté par la Whitemud Drive à travers Edmonton.                                           |
| AB-629 | 10            | 6             | AB-824 au nord de South Cooking Lake                        | Route de concession 212 à Collingwood Cove                        |                                                                                              |
| AB-630 | 40            | 25            | AB-21 à Sherwood Park                                       | AB-14 / AB-833 à l'ouest de Tofield                               | Route Wye                                                                                    |
| AB-631 | 90            | 56            | AB-16 à l'ouest de Vegreville                               | AB-41 au nord de Vermilion                                        |                                                                                              |
| AB-633 | 89            | 55            | AB-757 au nord-ouest de Gainford                            | AB-2 (St. Albert Trail) à Saint-Albert                            |                                                                                              |
| AB-634 | 38            | 24            | AB-757 au nord-ouest de Gainford                            | Ancienne AB-33 au sud d'Alberta Beach                             | Remplacée par l'AB-633, en 1979                                                              |
| AB-635 | 51            | 32            | AB-43 à l'ouest d'Onoway                                    | AB-28 / AB-37 à Namao                                             | Remplacée par l'AB-37, en 1985                                                               |
| AB-636 | 8             | 5             | AB-15 à Fort Saskatchewan                                   | AB-830 à Josephburg                                               | Route Josephburg; retirée en 2000                                                            |
| AB-637 | 76            | 47            | AB-15 à l'ouest de Lamont                                   | AB-36 au sud de Duvernay                                          | Remplacée par l'AB-29 en 2006                                                                |
| AB-640 | 24            | 15            | AB-41 au sud d'Elk Point                                    | AB-893 au sud d'Heinsburg                                         |                                                                                              |
| AB-641 | 23            | 14            | AB-897 à l'ouest de Tulliby Lake                            | AB-17 / SK-797 à Onion Lake                                       |                                                                                              |
| AB-642 | 42            | 26            | AB-777 à l'ouest de Sunrise Beach                           | AB-28 à l'est de Morinville                                       | Passe à travers Sandy Beach et Morinville.                                                   |
| AB-643 | 21            | 13            | AB-28A à Gibbons                                            | AB-38 au sud de Redwater                                          |                                                                                              |
| AB-644 | 5             | 3             | AB-38 à Redwater                                            | AB-829 à l'est de Redwater                                        |                                                                                              |
| AB-645 | 18            | 11            | AB-45 à l'est d'Andrew                                      | AB-860 à Sandy Lake (Comté de Two Hills)                          |                                                                                              |
| AB-646 | 88            | 55            | AB-29 / AB-36 à l'ouest de Lafond                           | Route 897 (Alberta)AB-897 au sud de Frog Lake                     | Passe à travers Elk Point.                                                                   |
| AB-647 | 18            | 11            | AB-751                                                      | AB-22 au sud de Mayerthorpe                                       |                                                                                              |
| AB-649 | 15            | 9             | AB-757 au nord de Sangudo                                   | AB-764 au nord de Cherhill                                        | Une section de 7 km a été remplacée par l'AB-654 en 2000; une section de 8 km a été retirée. |
| AB-650 | 34            | 21            | AB-33 au nord de Rich Valley                                | AB-44 à Alcomdale                                                 | Retirée en 2000                                                                              |
| AB-651 | 82            | 51            | AB-33 au nord de Birch Cove                                 | AB-28 à l'ouest de Redwater                                       | Passe à travers Busby et Legal.                                                              |
| AB-652 | 40            | 25            | AB-857 à l'ouest d'Hamlin                                   | AB-29 / AB-36 à St. Brides                                        | Passe à travers Saddle Lake.                                                                 |
| AB-654 | 64            | 40            | AB-757 au nord de Sangudo                                   | AB-33 au nord de Birch Cove                                       |                                                                                              |
| AB-655 | 10            | 6             | Route de concession 70                                      | AB-763 au sud de Tiger Lily                                       |                                                                                              |
| AB-655 | 20            | 12            | AB-763 à Campsie                                            | AB-933 (maintenant l'AB-33) à Barrhead                            | Remplacée par l'AB-18, en 1977                                                               |
| AB-656 | 15            | 9             | AB-18 / AB-63 à l'est de Thorhild                           | AB-831 au nord de Waskatenau                                      |                                                                                              |
| AB-656 | 41            | 25            | AB-2 / AB-18 à l'ouest de Clyde                             | AB-46 (maintenant l'AB-63) à l'est de Thorhild                    | Section remplacée par l'AB-18 en 1977                                                        |
| AB-657 | 39            | 24            | AB-41 à la Réserve Indienne Kehewin 123                     | AB-659 à l'est de Bonnyville                                      |                                                                                              |
| AB-658 | 59            | 37            | AB-43 au sud de Blue Rdige                                  | AB-33 à l'ouest du Fort Assiniboine                               |                                                                                              |
| AB-659 | 59            | 37            | AB-28 à Bonnyville                                          | AB-897 au sud de la Réserve Indienne Cold Lake 149                |                                                                                              |
| AB-660 | 40            | 25            | AB-881 au nord de Thérien                                   | AB-28 à l'est de Bonnyville                                       | Passe à travers Glendon                                                                      |
| AB-661 | 160           | 99            | AB-33 au Fort Assiniboine                                   | AB-831 à l'est de Newbrook                                        | Passe à travers Dapp.                                                                        |
| AB-662 | 125           | 78            | AB-36 au sud du Lac La Biche                                | AB-28 à Cold Lake                                                 | Remplacée par l'AB-55, en 1977                                                               |
| AB-663 | 153           | 95            | AB-44 à Fawcett                                             | AB-55 à l'ouest du Lac La Biche                                   | Passe à travers Boyle ; écart de 8 km près de Lac La Biche.                                  |
| AB-663 | 40            | 25            | AB-881 à l'est de Lac La Biche                              | Lac Touchwood à l'est du Parc provincial Lakeland                 | Passe à travers Boyle ; écart de 8 km près de Lac La Biche.                                  |
| AB-664 | 32            | 20            | AB-2 à Athabasca                                            | AB-46 (maintenant l'AB-63) au nord de Boyle                       | Remplacée par l'AB-55, en 1977                                                               |
| AB-665 | 30            | 19            | AB-43 au sud de Valleyview                                  | AB-747 au sud de Sunset House                                     |                                                                                              |
| AB-666 | 37            | 23            | Route de concession 85 à l'ouest de Grovedale               | AB-40 au sud de Grande Prairie                                    |                                                                                              |
| AB-667 | 7             | 4             | AB-722 au sud de Beaverlodge                                | AB-43 à l'ouest de Huallen                                        |                                                                                              |
| AB-668 | 7             | 4             | AB-40 (108e Rue) au sud de Grande Prairie                   | Route Resources (Route de concession 60) au sud de Grande Prairie | 37e Avenue                                                                                   |
| AB-669 | 23            | 14            | AB-49 à Valleyview                                          | AB-747 au sud de Sunset House                                     |                                                                                              |
| AB-670 | 30            | 19            | AB-43 (100e Rue) à Grande Prairie                           | AB-43 / AB-733 à l'ouest de Bezanson                              |                                                                                              |
| AB-671 | 30            | 19            | Frontière de la Colombie-Britannique à l'ouest de Goodfare  | AB-43 au nord de Beaverlodge                                      | Passe à travers Goodfare.                                                                    |
| AB-672 | 62            | 39            | Route de concession 123 à l'ouest de Hythe                  | AB-2 au sud de Sexsmith                                           | Emerson Trail                                                                                |
| AB-674 | 24            | 15            | AB-2 / AB-59 au nord de Sexsmith                            | AB-773 à Teepee Creek                                             |                                                                                              |
| AB-676 | 60            | 37            | AB-736 au nord de DeBolt                                    | AB-49 au nord de Valleyview                                       |                                                                                              |
| AB-677 | 44            | 27            | AB-724 à l'ouest de Woking                                  | AB-733 au sud de Peoria                                           |                                                                                              |
| AB-679 | 49            | 30            | AB-49 au sud de Donnelly                                    | AB-750 au nord de Grouard                                         |                                                                                              |
| AB-680 | 15            | 9             | AB-725 au sud de Blueberry Mountain                         | AB-727 au nord-est de Spirit River                                |                                                                                              |
| AB-681 | 48            | 30            | AB-719 au nord de Bonanza                                   | AB-725 au nord de Blueberry Mountain                              | Passe à travers Silver Valley                                                                |
| AB-682 | 23            | 14            | AB-729                                                      | AB-64 / AB-64A à l'ouest de Fairview                              |                                                                                              |
| AB-683 | 10            | 6             | AB-744 au sud de Marie Reine                                | AB-2 à Nampa                                                      |                                                                                              |
| AB-684 | 31            | 19            | AB-2 au sud de Grimshaw                                     | AB-2 à Rivière-la-Paix                                            |                                                                                              |
| AB-685 | 87            | 54            | AB-729 à l'ouest de Hines Creek                             | AB-2 à Grimshaw                                                   |                                                                                              |
| AB-686 | 89            | 55            | AB-88 au nord de Red Earth Creek                            | Trout Lake                                                        | Passe à travers Peerless Lake.                                                               |
| AB-686 | 2             | 1             | North Parsons Gateway à Fort McMurray                       | AB-63 à Fort McMurray                                             | Route d'accès Parsons                                                                        |
| AB-686 | 200           | 120           | AB-686 au nord de Peerless Lake                             | AB-686 / North Parsons Gateway à Fort McMurray                    | Connection proposée entre les deux segments de l'AB-686.                                     |
| AB-686 | 158           | 98            | AB-35 au nord de Grimshaw                                   | AB-88 au sud de Red Earth Creek                                   | Remplacée par l'AB-986, en 1995                                                              |
| AB-688 | 24            | 15            | AB-2 au sud de Rivière-la-Paix                              | AB-986 au nord de Rivière-la-Paix                                 |                                                                                              |
| AB-689 | 24            | 15            | Route de concession 10                                      | AB-35 à Dixonville                                                |                                                                                              |
| AB-690 | 11            | 7             | AB-35 au sud de North Star                                  | AB-743 à Deadwood                                                 |                                                                                              |
| AB-691 | 15            | 9             | AB-35 (Rue principale) à Manning                            | AB-741                                                            |                                                                                              |
| AB-692 | 27            | 17            | AB-35 au nord de Manning                                    | Route de concession 210                                           |                                                                                              |
| AB-695 | 56            | 35            | Route de concession 243 à l'ouest de Keg River              | Route de concession 200 à Carcajou                                |                                                                                              |
| AB-697 | 119           | 74            | AB-35 au nord de Paddle Prairie                             | AB-88 à l'ouest du Fort Vermilion                                 | Passe à travers La Crete ; un traversier est utilisée pour traverser la Rivière de la Paix   |
|        |               |               |                                                             |                                                                   |                                                                                              |

### Sous-série 700
| Numéro                                                                         | Longueur (km) | Longueur (mi) | Terminus sud ou ouest                                                     | Terminus nord ou est                                       | Créée   | Notes |
| ------------------------------------------------------------------------------ | ------------- | ------------- | ------------------------------------------------------------------------- | ---------------------------------------------------------- | ------- | --- |
| AB-717                                                                         | 24            | 15            | Frontière de la Colombie-Britannique à Cherry Point                       | AB-64 à l'ouest de Cleardale                               | -       | |
| AB-719                                                                         | 14            | 9             | AB-49 à l'est de Bay Tree                                                 | AB-681 au nord de Bonanza                                  | -       | |
| AB-720                                                                         | 22            | 14            | AB-671 à l'ouest de Goodfare                                              | AB-43 au nord de la Réserve Indienne Horse Lake 152B       | -       | Retirée en 2000 |
| AB-721                                                                         | 8             | 5             | AB-43 à Hythe                                                             | AB-59 à l'ouest de Valhalla Centre                         | -       | |
| AB-722                                                                         | 36            | 22            | Route de concession 121 à l'ouest d'Elmworth                              | AB-43 à Beaverlodge                                        | -       | |
| AB-723                                                                         | 24            | 15            | AB-43 à l'est de Beaverlodge                                              | AB-59 à Valhalla Centre                                    | -       | |
| AB-724                                                                         | 47            | 29            | AB-43 à Wembley                                                           | AB-677 au nord de La Glace                                 | -       | |
| AB-724                                                                         | 7             | 4             | Route de canton 710                                                       | AB-43 à l'ouest de Wembley                                 | -       | Retirée en 2000 |
| AB-725                                                                         | 28            | 17            | AB-49 au sud de Blueberry Mountain                                        | AB-681 au nord de Blueberry Mountain                       | -       | |
| AB-726                                                                         | 16            | 10            | AB-64                                                                     | Route de canton 870 à Worsley                              | -       | |
| AB-727                                                                         | 20            | 12            | AB-49 à l'ouest de Spirit River                                           | AB-680 à l'est de Blueberry Mountain                       | -       | |
| AB-729                                                                         | 17            | 11            | AB-682 à l'ouest de Fairview                                              | AB-685 à l'ouest de Hines Creek                            | -       | |
| AB-730                                                                         | 8             | 5             | AB-64 au nord-ouest de Hines Creek                                        | Route de canton 862 à Eureka River                         | -       | |
| AB-731                                                                         | 34            | 21            | AB-677 à l'ouest de Woking                                                | AB-49 à Spirit River                                       | -       | |
| AB-732                                                                         | 17            | 11            | AB-2 / AB-64A à Fairview                                                  | AB-685 à l'est de Hines Creek                              | -       | |
| AB-733                                                                         | 58            | 36            | AB-43 / AB-670 à Bezanson                                                 | Wanham au nord de l'AB-49                                  | -       | |
| AB-734                                                                         | 268           | 167           | Frontière du district municipal de Bighorn no 8 et du Comté de Clearwater | AB-40 à la Rivière Lovett                                  | c. 1995 | Ancienne AB-940.Route Forestry Trunk |
| AB-734                                                                         | 26            | 13            | AB-40 / AB-579 au nord de Waiparous                                       | Frontière du Comté de Clearwater                           | c. 1995 | Section transférée au district municipal de Bighorn no 8 en 2000; Route Forestry Trunk                                                                                              |
| AB-734                                                                         | 168           | 104           | AB-40 à Muskeg River                                                      | AB-43 à l'est de DeBolt                                    | c. 1985 | Retire en 2000; Route Forestry Trunk |
| AB-735                                                                         | 30            | 19            | AB-2 à Whitelaw                                                           | AB-685                                                     | -       | |
| AB-736                                                                         | 30            | 19            | AB-43 à DeBolt                                                            | AB-676                                                     | -       | |
| AB-737                                                                         | 35            | 22            | AB-2 à Brownvale                                                          | AB-35 au nord de Grimshaw                                  | -       | |
| AB-739                                                                         | 10            | 6             | AB-49 au sud d'Eaglesham                                                  | Route de canton 790 au nord d'Eaglesham                    | -       | |
| AB-740                                                                         | 55            | 34            | AB-49 au sud de Tangent                                                   | AB-684 au sud de Grimshaw                                  | -       | Ferry utilisée pour traverser la Rivière de la Paix |
| AB-741                                                                         | 36            | 22            | AB-691 à l'est de Manning                                                 | Route de canton 944 à l'ouest du Parc provincial Notikewin | -       | |
| AB-742                                                                         | 8             | 5             | Route Spray Lakes / Ken Ritchie Way près de Canmore                       | AB-1 à Canmore                                             |         | Route Spray Lakes |
| AB-742                                                                         | 62            | 39            | AB-40 au Parc provincial Peter Lougheed                                   | Canmore                                                    | -       | Retirée en 2000; Smith-Dorrien / Spray Trail |
| AB-743                                                                         | 73            | 45            | AB-2 à Rivière-la-Paix                                                    | AB-690 à Deadwood                                          | -       | |
| AB-744                                                                         | 95            | 59            | AB-676 au sud de Girouxville                                              | AB-2 à Rivière-la-Paix                                     | -       | Passe à travers Marie Reine.Route Judah Hill |
| AB-745                                                                         | 29            | 18            | AB-43 à Little Smoky                                                      | AB-665 au sud de Valleyview                                | -       | Retirée en 2000; Route Little Smoky |
| AB-746                                                                         | 29            | 18            | AB-2A à l'est de Guy                                                      | AB-2 à McLennan                                            | -       | Retirée en 2000 |
| AB-747                                                                         | 58            | 36            | AB-665 à l'est de Valleyview                                              | AB-2A à l'ouest de High Prairie                            | -       | |
| AB-748                                                                         | 58            | 36            | Route Amoco au nord-ouest d'Edson                                         | AB-32 au nord de Peers                                     | -       | Passe à travers Edson. |
| AB-748                                                                         | 1,5           | 0,9           | AB-16 à Edson                                                             | AB-748 (22e Avenue) à Edson                                | -       | |
| AB-749                                                                         | 45            | 28            | Route de canton 720A au sud de High Prairie                               | AB-679 à l'est du Parc provincial Winagami Lake            | -       | Passe à travers High Prairie. |
| AB-750                                                                         | 104           | 65            | AB-2 à l'est d'Enilda                                                     | AB-88 au sud de Red Earth Creek                            | -       | Passe à travers Atikameg. |
| AB-751                                                                         | 63            | 39            | AB-16 à Nojack                                                            | AB-43 à l'est de Whitecourt                                | -       | Passe à travers MacKay. |
| AB-752                                                                         | 63            | 39            | AB-734 à l'ouest de Rocky Mountain House                                  | AB-11A à Rocky Mountain House                              | -       | |
| AB-753                                                                         | 61            | 38            | AB-16 à l'ouest de Wildwood                                               | AB-620 à Lodgepole                                         | -       | Passe à travers Cynthia. |
| AB-754                                                                         | 98            | 61            | AB-88 au nord du Parc provincial Lesser Slave Lake                        | AB-813 à Wabasca-Desmarais                                 | -       | |
| AB-755                                                                         | 49            | 30            | AB-16 entre Evansburg et Wildwood                                         | AB-918 (maintenant AB-18) au nord de Mayerthorpe           | -       | Remplacée par l'AB-22, en 1979 |
| AB-756                                                                         | 3             | 2             | AB-11 à l'ouest de Rocky Mountain House                                   | Parc provincial Crimson Lake                               | -       | |
| AB-757                                                                         | 52            | 32            | AB-16 à l'ouest de Gainford                                               | AB-18 au nord de Sangudo                                   | -       | |
| AB-758                                                                         | 5             | 3             | AB-66 au sud du Parc provincial Bragg Creek                               | AB-22 à Bragg Creek                                        | -       | |
| AB-759                                                                         | 40            | 25            | AB-39 à l'ouest de Carnwood                                               | AB-31 à Seba Beach                                         | -       | Passe à travers Tomahawk |
| AB-760                                                                         | 10            | 6             | Route de canton 320 à Bergen                                              | AB-22 à Sundre                                             | -       | |
| AB-761                                                                         | 80            | 50            | AB-54 à l'est de Caroline                                                 | AB-607 à l'ouest de Bluffton                               | -       | Passe à travers Leslieveille ; une section de 3,2 km est prévue d'être construite par-dessus Weich Creek.                                                                           |
| AB-761                                                                         | 17            | 11            | AB-13 à l'est de Buck Lake                                                | AB-616 à l'ouest de Breton                                 | -       | |
| AB-762                                                                         | 22            | 14            | AB-549 à l'ouest de Millarville                                           | AB-22 / AB-66 au sud de Bragg Creek                        | -       | |
| AB-763                                                                         | 26            | 16            | AB-18 à Campsie                                                           | AB-33 au sud du Fort Assiniboine                           | -       | |
| AB-764                                                                         | 30            | 19            | AB-43 à Cherhill                                                          | AB-18 au sud de Campsie                                    | -       | |
| AB-765                                                                         | 24            | 15            | AB-16 au sud de Darwell                                                   | AB-43 à l'ouest de Glenevis                                | -       | |
| AB-766                                                                         | 171           | 106           | AB-1A à l'ouest de Calgary                                                | AB-53 à l'ouest de Rimbey                                  | -       | Passe à travers Eckville; une section de 4,1 km est prévu d'être construit au-dessus de la Rivière Red Deer.Route Lochend (Comté de Rocky View)                                     |
| AB-769                                                                         | 23            | 14            | AB-18 au nord de Barrhead                                                 | AB-661 au sud de Neerlandia                                | -       | |
| AB-770                                                                         | 60            | 37            | AB-616 à l'est de Breton                                                  | AB-16 / AB-43 au nord de Carvel                            | -       | Passe à travers Warburg |
| AB-771                                                                         | 80            | 50            | AB-20 au nord de Bentley                                                  | AB-616 au nord de Sundance Beach                           | -       | |
| AB-772                                                                         | 31            | 19            | Limites de la Ville de Calgary                                            | AB-574 à Madden                                            | -       | Route Symons Valley |
| AB-773                                                                         | 18            | 11            | AB-549 à l'ouest d'Okotoks                                                | AB-22X à Calgary                                           | -       | Retirée en 2000 |
| AB-774                                                                         | 27            | 17            | Complexe touristique Castle Mountain                                      | AB-507 à Beaver Mines                                      | -       | |
| AB-775                                                                         | 8             | 5             | Parc provincial Beauvais Lake                                             | AB-507 à l'ouest de Pincher Creek                          | -       | |
| AB-776                                                                         | 19            | 12            | AB-18 entre Barrhead et Westlock                                          | AB-661 entre Neerlandia et Dapp                            | -       | |
| AB-777                                                                         | 59            | 37            | AB-37 à Onoway                                                            | AB-18 à l'ouest de Westlock                                | -       | |
| AB-778                                                                         | 15            | 9             | AB-616 au nord de Lac Pigeon                                              | AB-39 à Thorsby                                            | -       | |
| AB-779                                                                         | 30            | 19            | AB-627 au sud de Stony Plain                                              | AB-37 à l'ouest de Calahoo                                 | -       | Suit le 5e méridienne; la 48e Rue à travers Stony Plain.Route Meridian |
| AB-780                                                                         | 8             | 5             | AB-13A à l'est de Ma-Me-O Beach                                           | AB-616 à l'est de Silver Beach                             | -       | |
| AB-781                                                                         | 23            | 14            | AB-54 au nord-ouest d'Innisfail                                           | AB-11 à Sylvan Lake                                        | -       | |
| AB-782                                                                         | 3             | 2             | Limites de la Ville de Calgary                                            | AB-566 à l'ouest de Balzac                                 | -       | Transférée à la Ville de Calgary en 2007; Rue Centre N |
| AB-783                                                                         | 11            | 7             | AB-543 à l'ouest de High River                                            | AB-2A / AB-7 à Okotoks                                     | -       | |
| AB-785                                                                         | 63            | 39            | AB-6 à Pincher Creek                                                      | AB-2 au nord de Fort Macleod                               | -       | |
| AB-786                                                                         | 10            | 6             | AB-507 à l'est de Pincher Creek                                           | AB-3 à Brocket                                             | -       | |
| AB-788                                                                         | 13            | 8             | AB-628 au sud de Spruce Grove                                             | Route de canton 540 à l'ouest de Villeneuve                | -       | Retiré; l'intersection avec l'AB-16 a également été retirée en conjonction avec la construction de l'interchange de la route de canton 274 en 2003 Route Golden Spike Route Calahoo |
| AB-789                                                                         | 28            | 17            | AB-901 (maintenant l'AB-22X) au sud-est de Calgary                        | AB-564 au nord-est de Calgary                              | -       | Retirée en 1979; 84e Rue E |
| AB-791                                                                         | 130           | 81            | AB-22X au sud d'Indus                                                     | AB-590 à l'est d'Innisfail                                 | -       | Passe à travers Delacour. |
| AB-792                                                                         | 50            | 31            | AB-12 à l'est de Gull Lake                                                | Route de canton 454 au sud de Westerose                    | -       | |
| AB-794                                                                         | 66            | 41            | AB-16 au nord d'Acheson                                                   | AB-18 à Westlock                                           | -       | Remplacée par l'AB-44 en 1999 |
| AB-795                                                                         | 72            | 45            | AB-53 à l'ouest de Ponoka                                                 | AB-39 à Calmar                                             | -       | |
| AB-797                                                                         | 72            | 45            | AB-53 à l'est de De Winton                                                | Rive sud de la Bow River                                   | -       | |
| AB-797                                                                         | 6,5           | 4,0           | AB-560 (Glenmore Trail) à Langdon                                         | AB-1 / AB-9 à l'est de Chestermere                         | -       | |
| AB-797                                                                         | 9,7           | 6,0           | Rive nord de la Bow River                                                 | AB-560 (Glenmore Trail) à Langdon                          | -       | Section transférée au Comté de Rocky View en 2000 |
| AB-799                                                                         | 16            | 10            | AB-23 au sud de Blackie                                                   | AB-547 / AB-552 à l'est de Aldersyde                       | -       | |
| Les boîtes avec un arrière-plan gris représentent une route qui n'existe plus. |               |               |                                                                           |                                                            |         | |

### Sous-série 800
| Numéro                                                                         | Longueur (km) | Longueur (mi) | Terminus sud ou ouest                                                            | Terminus nord ou est                                 | Notes |
| ------------------------------------------------------------------------------ | ------------- | ------------- | -------------------------------------------------------------------------------- | ---------------------------------------------------- | --- |
| AB-800                                                                         | 21            | 13            | AB-5 à l'ouest de Mountain View                                                  | AB-505 au nord de Hill Spring                        | Passe à travers Hill Spring.                                                                                       |
| AB-801                                                                         | 32            | 20            | AB-44 / AB-661 au nord-est de Dapp                                               | Parc provincial Cross Lake                           | |
| AB-803                                                                         | 14            | 9             | AB-28 à l'ouest de Bon Accord                                                    | AB-651 à l'est de Legal                              | |
| AB-804                                                                         | 24            | 15            | AB-533 entre Nanton et Vulcan                                                    | AB-23 au nord de Brant                               | |
| AB-805                                                                         | 36            | 22            | AB-583 au sud de Torrington                                                      | AB-590 à l'est de Innisfail                          | Passe à travers Wimborne.                                                                                          |
| AB-806                                                                         | 37            | 23            | AB-9 / AB-72 à Beiseker                                                          | AB-583 à l'ouest de Three Hills                      | Pass à travers Acme et Linden.                                                                                     |
| AB-808                                                                         | 6             | 4             | AB-595 à l'est de Red Deer                                                       | AB-11 à l'est de Red Deer                            | |
| AB-810                                                                         | 42            | 26            | AB-505 à Glenwood                                                                | AB-3 à l'ouest de Fort Macleod                       | |
| AB-811                                                                         | 18            | 11            | AB-2 / AB-3 à Fort Macleod                                                       | AB-519 à l'est de Granum                             | |
| AB-812                                                                         | 18            | 11            | AB-663 à l'ouest de Colinton                                                     | AB-2 à l'est de Sunset Beach                         | |
| AB-813                                                                         | 172           | 107           | AB-55 à Athabasca                                                                | AB-754 à Wabasca-Desmarais                           | Passe à travers Calling Lake et Sandy Lake.                                                                        |
| AB-814                                                                         | 42            | 26            | AB-13 à Wetaskiwin                                                               | AB-625 à Beaumont                                    | Continue à travers Beaumont et à l'intérieur d'Edmonton sous le nom de 50e Rue.                                    |
| AB-815                                                                         | 43            | 27            | AB-11 au nord de Joffre                                                          | AB-53 à Ponoka                                       | |
| AB-816                                                                         | 24            | 15            | AB-590 au sud de Pine Lake                                                       | AB-595 à l'est de Red Deer                           | |
| AB-817                                                                         | 36            | 22            | AB-24 à l'est de Carseland                                                       | AB-564 à Ardenode                                    | Passe à travers Strathmore sous le nom de Wheatland Trail.                                                         |
| AB-820                                                                         | 32            | 20            | AB-501 à l'est de Cardston                                                       | AB-5 à l'ouest de Spring Coulee                      | |
| AB-821                                                                         | 23            | 14            | AB-12 à Tees                                                                     | AB-53 à l'est de Ponoka                              | |
| AB-822                                                                         | 42            | 26            | AB-53 à l'ouest de Bashaw                                                        | AB-616 à l'est de Millet                             | Passe à travers Gwynne.                                                                                            |
| AB-824                                                                         | 17            | 11            | AB-14 à l'ouest de South Cooking Lake                                            | AB-16 au nord d'Ardrossan                            | |
| AB-825                                                                         | 14            | 9             | AB-37 à l'ouest du Fort Saskatchewan                                             | AB-643 à l'est de Gibbons                            | |
| AB-827                                                                         | 83            | 52            | AB-28 au sud d'Egremont                                                          | AB-55 à l'est d'Athabasca                            | Passe à travers Thorhild.                                                                                          |
| AB-829                                                                         | 10            | 6             | AB-644 à l'est de Redwater                                                       | AB-28 / AB-63 à l'ouest de Radway                    | |
| AB-830                                                                         | 47            | 29            | AB-630 à l'est de Sherwood Park                                                  | AB-38 au nord de Bruderheim                          | Passe à travers Josephburg.                                                                                        |
| AB-831                                                                         | 100           | 62            | Frontière du Parc national Elk Island                                            | AB-63 / AB-663 à Boyle                               | Passe à travers Lamont, Star, et Waskatenau.                                                                       |
| AB-833                                                                         | 44            | 27            | AB-13 à Camrose                                                                  | AB-14 / AB-630 au sud de Lindbrook                   | 53e Rue à Camrose.                                                                                                 |
| AB-834                                                                         | 87            | 54            | AB-13 / AB-56 à l'est de Camrose                                                 | AB-15 à Chipman                                      | Passe à travers Round Hill et de Tofield.                                                                          |
| AB-835                                                                         | 48            | 30            | AB-590 à l'ouest de Big Valley                                                   | Rochon Sands                                         | Passe à travers Erskine.                                                                                           |
| AB-836                                                                         | 59            | 37            | AB-9 à l'ouest de Drumheller                                                     | AB-585 à l'est de Trochu                             | Passe à travers Carbon.                                                                                            |
| AB-837                                                                         | 23            | 14            | AB-575 à l'ouest de Drumheller                                                   | AB-27 à l'ouest de Morrin                            | Dinosaur Trail (AB-575 - AB-838)                                                                                   |
| AB-838                                                                         | 26            | 16            | AB-9 & AB-56 à Drumheller                                                        | AB-837 à l'ouest de Munson                           | Ferry utilisée pour traverser la Rivière Red Deer.Dinosaur Trail                                                   |
| AB-839                                                                         | 23            | 14            | AB-27 à l'ouest de Morrin                                                        | AB-585 à Rumsey                                      | |
| AB-840                                                                         | 41            | 25            | AB-561 au sud de Standard                                                        | AB-9 au nord de Rosebud                              | |
| AB-841                                                                         | 9             | 6             | AB-569 à l'est de Rosebud                                                        | AB-9 à l'ouest de Drumheller                         | |
| AB-842                                                                         | 118           | 73            | AB-529 à l'ouest de Milo                                                         | AB-564 au nord de Chancellor                         | Passe à travers la tribu Siksikas et le hameau de Cluny                                                            |
| AB-843                                                                         | 45            | 28            | Limites de la Ville de Lethbridge                                                | AB-552                                               | Passe à travers Picture Butte ; une section de 7,3 km est prévue d'être construite au-dessus de la rivière Oldman. |
| AB-844                                                                         | 9             | 6             | AB-506 à l'ouest du Réservoir Milk River Ridge                                   | AB-52 à l'ouest de Raymond                           | |
| AB-845                                                                         | 102           | 63            | AB-52 à Raymond                                                                  | AB-539 au nord de Lomond                             | Passe à travers Coaldale sous le nom de 20e Rue.                                                                   |
| AB-846                                                                         | 7             | 4             | AB-52 à l'est de Raymond                                                         | AB-4 / AB-61 à Stirling                              | Passe à travers Stirling sous le nom de 1re Rue.                                                                   |
| AB-847                                                                         | 15            | 9             | Route de canton 200                                                              | AB-1 à Bassano                                       | Retirée en 2000 |
| AB-848                                                                         | 20            | 12            | AB-564 au sud-ouest de Dorothy                                                   | AB-573 à l'ouest du Parc provincial Little Fish Lake | |
| AB-849                                                                         | 31            | 19            | AB-10 à Drumheller                                                               | AB-9 au nord de Michichi                             | |
| AB-850                                                                         | 51            | 32            | AB-593 au sud de Botha                                                           | AB-53 à Donalda                                      | Passe à travers Red Willow.                                                                                        |
| AB-851                                                                         | 82            | 51            | AB-573 au sud de Delia                                                           | AB-589 à l'ouest de Byemoor                          | Passe à travers Delia.                                                                                             |
| AB-852                                                                         | 16            | 10            | AB-12 à Gadsby                                                                   | AB-601 à l'est de Red Willow                         | |
| AB-853                                                                         | 19            | 12            | AB-589 à Byemoor                                                                 | AB-593                                               | |
| AB-854                                                                         | 91            | 57            | AB-53 à l'est de Donalda                                                         | AB-626 au nord de Ryley                              | Passe à travers Rosalind et Bawlf.                                                                                 |
| AB-855                                                                         | 389           | 242           | AB-9 à l'ouest de Hanna                                                          | AB-55 / AB-63 à Atmore                               | Passe à travers Heisler, Daysland, Holden, Mundare, Andrew, et Smoky Lake.                                         |
| AB-856                                                                         | 26            | 16            | AB-53 à Forestburg                                                               | AB-13 à Strome                                       | |
| AB-857                                                                         | 128           | 80            | AB-26 au sud de Bruce                                                            | AB-28 au sud de Bellis                               | Passe à travers Bruce, Vegreville, et Willingdon.                                                                  |
| AB-858                                                                         | 55            | 34            | AB-55 au sud de Plamondon                                                        | AB-881 au nord du Lac La Biche                       | |
| AB-859                                                                         | 16            | 10            | AB-652 à l'ouest de Saddle Lake                                                  | AB-28 / AB-36 à Vilna                                | |
| AB-860                                                                         | 9             | 6             | AB-29 à l'est de Hsiry Hill                                                      | AB-645                                               | |
| AB-861                                                                         | 42            | 26            | AB-12 à Castor                                                                   | AB-53 au nord de Galahad                             | |
| AB-862                                                                         | 115           | 71            | AB-550 à l'ouest de Rosemary                                                     | AB-9 à l'ouest d'Hanna                               | Passe à travers Gem ; un ferry est utilisé pour traverser la Rivière Red Deer.                                     |
| AB-864                                                                         | 34            | 21            | AB-3 à Taber                                                                     | AB-524 à l'ouest de Vauxhall                         | 46e Avenue à Taber.                                                                                                |
| AB-866                                                                         | 46            | 29            | AB-28 / AB-36 à l'est de Spedden                                                 | AB-55 à l'ouest de Rich Lake                         | |
| AB-867                                                                         | 39            | 24            | AB-608 à l'est de Forestburg                                                     | AB-13 à Sedgewick                                    | |
| AB-868                                                                         | 30            | 19            | AB-55 / AB-36 à Lac La Biche                                                     | AB-858 à Owl River                                   | Remplacée par l'AB-881, en 1990                                                                                    |
| AB-869                                                                         | 23            | 14            | AB-608 à l'est de Forestburg                                                     | AB-13 à Sedgewick                                    | |
| AB-870                                                                         | 111           | 69            | AB-13 à Lougheed                                                                 | AB-45 à l'est de Musidora                            | Passe à travers Kinsella et Innisfree.                                                                             |
| AB-872                                                                         | 97            | 60            | AB-586 à l'ouest d'Hemaruka                                                      | AB-13 à l'ouest d'Hardisty                           | Passe à travers Coronation et Brownfield.                                                                          |
| AB-873                                                                         | 57            | 35            | Route de canton 162 à Rainier                                                    | AB-550 à Duchess                                     | Passe à travers Brooks le long de la 7e Rue E et de la 2e Rue W.                                                   |
| AB-875                                                                         | 82            | 51            | AB-36 au sud de Vauxhall                                                         | AB-1 à l'ouest de Tilley                             | Passe à travers Hays et Rolling Hills.                                                                             |
| AB-876                                                                         | 100           | 62            | AB-535 au sud de Tilley                                                          | AB-570 au sud de Sunnynook                           | Passe à travers Patricia, Wardlow, et Cessford.                                                                    |
| AB-877                                                                         | 81            | 50            | AB-501 à l'est de Milk River                                                     | AB-3 à Grassy Lake                                   | Passe à travers Skiff.                                                                                             |
| AB-879                                                                         | 98            | 61            | AB-501 au sud de Foremost                                                        | AB-524 au nord-ouest de Bow Island                   | |
| AB-880                                                                         | 25            | 16            | Frontière entre le Canada et les États-Unis (continue sous le nom de MT Sec 409) | AB-501 au nord d'Aden                                | |
| AB-881                                                                         | 216           | 134           | AB-13 à Hardisty                                                                 | AB-55 à l'est de Fork Lake                           | Passe à travers Irma, Mannville, Myrnam, Saint-Paul, et Saint-Vincent.                                             |
| AB-881                                                                         | 266           | 134           | AB-55 / AB-36 à Lac La Biche                                                     | AB-63 au sud de Fort McMurray                        | Passe à travers Conklin et Anzac.                                                                                  |
| AB-882                                                                         | 10            | 6             | AB-28 au sud de Glendon                                                          | AB-660 au nord de Glendon                            | |
| AB-883                                                                         | 21            | 13            | AB-14 à l'ouest de Fabyan                                                        | AB-41 au nord de Wainwright                          | |
| AB-884                                                                         | 280           | 174           | AB-1 à Suffield                                                                  | AB-13 à Amisk                                        | Passe à travers Ralston, Jenner, Youngstown, et Veteran.                                                           |
| AB-885                                                                         | 76            | 47            | AB-501 au sud d'Etzikom                                                          | AB-3 à l'est de Bow Island                           | |
| AB-886                                                                         | 142           | 88            | AB-555 à l'ouest de Buffalo                                                      | AB-12 / AB-41 à Consort                              | Passe à travers Cereal.                                                                                            |
| AB-887                                                                         | 77            | 48            | AB-501 au sud d'Orion                                                            | AB-3 à Seven Persons                                 | |
| AB-889                                                                         | 29            | 18            | AB-501 au sud de Manyberries                                                     | Route de canton 70 au nord de Manyberries            | Red Coat Trail (AB-501 - AB-61)                                                                                    |
| AB-892                                                                         | 31            | 19            | AB-659 au sud d'Ardmore                                                          | Route de canton 643 à l'ouest de Cold Lake           | |
| AB-893                                                                         | 72            | 45            | AB-619 au sud d'Islay                                                            | AB-646 à Heinsburg                                   | Passe à travers Dewberry.                                                                                          |
| AB-894                                                                         | 32            | 20            | AB-610 à Edgerton                                                                | Route de canton 470 au nord-est de Wainwright        | |
| AB-895                                                                         | 14            | 9             | AB-570 au sud d'Oyen                                                             | AB-41 à Oyen                                         | |
| AB-897                                                                         | 186           | 116           | AB-14 au nord d'Edgerton                                                         | AB-55 à l'est de Beaver Crossing                     | Passe à travers Paradise Valley, Kitscoty, Marwayne, et Frog Lake.                                                 |
| AB-897                                                                         | 23            | 14            | Limites de la Ville de Cold Lake (Base des Forces canadiennes Cold Lake)         | Parc provincial Cold Lake                            | |
| AB-897                                                                         | 8             | 5             | Frontière de la Base des Forces canadiennes Cold Lake)                           | AB-28 / AB-55 à Grand Centre                         | Section transférée à la Ville de Cold Lake durant son annexion en 1996                                             |
| AB-899                                                                         | 2             | 1             | Empress                                                                          | AB-562 au nord d'Empress                             | |
| AB-899                                                                         | 189           | 117           | AB-570 au nord d'Acadia Valley                                                   | AB-610 à l'ouest de Chauvin                          | Passe à travers Altario, Bodo, et Provost.                                                                         |
| Les boîtes avec un arrière-plan gris représentent une route qui n'existe plus. |               |               |                                                                                  |                                                      | |

### Sous-série 900
Les routes dans la série 900 sont typiquement des autoroutes qui sont planifiées pour devenir des réalignements ou des prolongements d'autoroutes qui existent présentement. Les numéros données aux autoroutes 900 sont dérivées du numéro de l'autoroute existante à laquelle le prolongement ou le réalignement est planifié (par exemple, l'autoroute 901 est un réalignement potentiel de la route 1 et l'autoroute 986 est un prolongement de la route 686).
| Numéro | Longueur (km) | Longueur (mi) | Terminus sud ou ouest                                             | Terminus nord ou est                                 | Noms locaux          | Formée   | Notes |
| --- | ------------- | ------------- | ----------------------------------------------------------------- | ---------------------------------------------------- | -------------------- | -------- | --- |
| AB-901 | 40            | 25            | AB-24 / AB-22X au nord de Carseland                               | AB-1 à Gleichen                                      |                      | -        | Réalignement potentiel de l'AB-1 entre Calgary et Gleichen.                                                            |
| AB-901 | 10            | 7             | AB-2 / AB-22X à Calgary                                           | Ancienne AB-789 à l'est de Calgary                   |                      | -        | Section remplacée par l'AB-22X, en 1980                                                                                |
| AB-901 | 27            | 16            | Ancienne AB-789 à l'est de Calgary                                | AB-24 au nord de Carseland                           |                      | -        | Section remplacée par l'AB-22X, en 1987                                                                                |
| AB-911 | 17            | 11            | Red Deer                                                          | AB-815 à l'est de Red Deer                           |                      | -        | Remplacée par l'AB-11 en 1982                                                                                          |
| AB-911 | 33            | 21            | AB-815 à l'est de Red Deer                                        | AB-21 / AB-21A au sud-ouest de Nevis                 |                      | c. 1989  | Remplacée par l'AB-11 en 1992                                                                                          |
| AB-918 | 48            | 30            | AB-43 à Green Court                                               | AB-18 à Campsie                                      |                      | -        | Remplacée par l'AB-18.                                                                                                 |
| AB-919 | 12            | 8             | AB-60 à Devon                                                     | AB-2 / AB-625 à Nisku                                |                      | -        | Remplacée par l'AB-19.                                                                                                 |
| AB-921 | 27            | 17            | AB-21 / AB-595 au nord de Delburne                                | AB-12 / AB-21 à l'est d'Alix                         |                      | Proposée | Réalignement de l'AB-21 proposée à travers la Rivière Red Deer; inclus une concurrence de 11 km avec l'AB-11.          |
| AB-922 | 111           | 69            | AB-3 à l'ouest de Lundbreck                                       | AB-22 / AB-541 à Longview                            |                      | -        | Remplacée par l'AB-22 en 1980                                                                                          |
| AB-922 | 38            | 24            | AB-22 à Priddis                                                   | AB-1 / AB-22 au sud de Cochrane                      |                      | 1975     | Remplacée par l'AB-22 en 1977                                                                                          |
| AB-922 | 255           | 158           | AB-1A à Cochrane                                                  | AB-57 (maintenant l'AB-39) à l'est de Drayton Valley |                      | c. 1973  | Remplacée par l'AB-22 en 1980                                                                                          |
| AB-926 | 64            | 40            | AB-13 à Camrose                                                   | AB-36 au sud de Viking                               |                      | c. 1973  | Remplacée par l'AB-26 en 1977                                                                                          |
| AB-932 | 204           | 127           | AB-32 / AB-748 au nord de Peers                                   | AB-2 à l'est de Kinuso                               |                      | c. 1974  | Passait à travers Whitecourt et Swan Hills ; remplacée par l'AB-32 et l'AB-33 en 1977                                  |
| AB-933 | 48            | 30            | AB-43 à Gunn                                                      | AB-18 à Barrhead                                     |                      | -        | Section non-améliorée de l'AB-33; remplacée par l'AB-33 en1977                                                         |
| AB-940 | 101           | 63            | AB-40 à la frontière de Crowsnest Pass (municipalité spécialisée) | AB-40 / AB-541 à l'ouest de Longview                 | Route Forestry Trunk | c. 1981  | |
| AB-940 | 46            | 78            | AB-1A à l'ouest de Cochrane                                       | AB-579 au nord de Waiparous                          | Route Forestry Trunk | c. 1981  | Remplacée par l'AB-40 en 1993                                                                                          |
| AB-940 | 293           | 178           | AB-579 au nord de Waiparous                                       | AB-40 à la Rivière Lovett                            | Route Forestry Trunk | c. 1981  | Remplacée par l'AB-734 en 1995.                                                                                        |
| AB-940 | 168           | 104           | AB-40 à Muskeg River                                              | AB-34 (maintenant l'AB-43) à l'est de DeBolt         | Route Forestry Trunk | c. 1981  | Remplacée par l'AB-734 en 1985                                                                                         |
| AB-947 | 24            | 15            | Rivière Athabasca                                                 | AB-43 au sud-est de Fox Creek                        |                      | c. 1975  | |
| AB-947 | 69            | 43            | AB-16 / AB-47 à l'est d'Edson                                     | Rivière Athabasca                                    |                      | Proposée | Extension proposée. |
| AB-947 | 244           | 152           | AB-16 à Edson                                                     | AB-2 à l'est de Kinuso                               |                      | c. 1973  | Passait à travers Whitecourt et Swan Hills; remplacée par l'AB-748 et l'AB-932 (maintenant l'AB-32 et l'AB-33) en 1974 |
| AB-953 | 79            | 49            | AB-21 / AB-605 à Bashaw                                           | AB-36 / AB-608 à l'est de Forestburg                 |                      | -        | Remplacée par l'AB-53 en 1977                                                                                          |
| AB-956 | 30            | 19            | AB-12 / AB-56 à Stettler                                          | AB-953 (maintenant l'AB-53) à l'ouest de Donalda     |                      | -        | Section remplacée par l'AB-56 en 1977                                                                                  |
| AB-956 | 45            | 28            | AB-53 / AB-56 à l'ouest de Donalda                                | AB-13 à l'est de Camrose                             |                      | -        | Remplacée par l'AB-56 en 1985                                                                                          |
| AB-969 | 14            | 9             | AB-63 à Fort McMurray                                             | Au sud de Saprae Creek                               |                      | c. 1975  | Remplacée par l'AB-69 (maintenant la Route Airport) en 1978                                                            |
| AB-986 | 158           | 98            | AB-35 au nord de Grimshaw                                         | AB-88 au sud de Red Earth Creek                      |                      | c. 1995  | Anciennement l'AB-686.                                                                                                 |
| AB-992 | 24            | 15            | AB-28 à l'ouest d'Ardmore                                         | Route de canton 643 à l'ouest de Cold Lake           |                      | -        | Remplacée par l'AB-92 (maintenant l'AB-892) en 1985                                                                    |
| Les boîtes avec un arrière-plan gris représentent une route qui n'existe plus. Les boîtes avec un arrière-plan jaune représentent une route qui est planifié |               |               |                                                                   |                                                      |                      |          | |

## Route d'accès aux parcs
Une Route d'accès aux parcs (RAP) est une route géré par le Ministère des Transports de l'Alberta qui relie les parcs provinciaux aux autoroutes provinciales désignée. La liste qui suit est une liste des routes d'accès aux parcs en mars 2017,.
| Numéro  | Longueur (km) | Longueur (mi) | Connection à l'autoroute     | Destination                                |
| ------- | ------------- | ------------- | ---------------------------- | ------------------------------------------ |
| RAP 101 | 6,768         | 4,205         | Autoroute 25                 | Parc provincial Park Lake                  |
| RAP 102 | 1,841         | 1,144         | Autoroute 756                | Parc provincial de Crimson Lake            |
| RAP 103 | 1,766         | 1,097         | Autoroute 873                | Parc provincial Kinbrook Island            |
| RAP 104 | 1,531         | 0,951         | Autoroute 831                | Parc provincial Long Lake                  |
| RAP 106 | 5,147         | 3,198         | Autoroute 2                  | Parc provincial Queen Elizabeth            |
| RAP 107 | 2,538         | 1,577         | Autoroute 18 / Autoroute 763 | Parc provincial Thunder Lake               |
| RAP 108 | 2,772         | 1,722         | Autoroute 679                | Parc provincial Winagami Lake              |
| RAP 109 | 0,086         | 0,053         | Autoroute 623                | Parc provincial Miquelon Lake              |
| RAP 110 | 1,756         | 1,091         | Autoroute 529                | Parc provincial Little Bow                 |
| RAP 113 | 1,652         | 1,027         | Autoroute 43                 | Parc provincial Williamson                 |
| RAP 115 | 2,376         | 1,476         | Autoroute 41                 | Parc interprovincial des collines Cypress  |
| RAP 116 | 2,372         | 1,474         | Autoroute 567                | Parc provincial de Big Hill Springs        |
| RAP 117 | 3,808         | 2,366         | Autoroute 43                 | Parc provincial Saskatoon Island           |
| RAP 120 | 4,782         | 2,971         | Autoroute 28                 | Parc provincial Garner Lake                |
| RAP 121 | 1,618         | 1,005         | Autoroute 41                 | Parc provincial Gooseverry Lake            |
| RAP 123 | 2,795         | 1,737         | Autoroute 40                 | Parc provincial William A. Switzer         |
| RAP 124 | 0,547         | 0,340         | Autoroute 20                 | Parc provincial Jarvis Bay                 |
| RAP 127 | 1,147         | 0,713         | Autoroute 771                | Parc provincial Pigeon Lake                |
| RAP 129 | 2,073         | 1,288         | Autoroute 881                | Parc provincial Sir Winston Churchill      |
| RAP 130 | 16,836        | 10,461        | Autoroute 544                | Parc provincial Dinosaur                   |
| RAP 131 | 1,808         | 1,123         | Autoroute 503                | Parc provincial Woolford                   |
| RAP 132 | 0,883         | 0,549         | Autoroute 500                | Parc provincial Writing-on-Stone           |
| PAR 133 | 17,965        | 11,163        | Autoroute 21                 | Parc provincial de Dry Island Buffalo Jump |
| RAP 134 | 1,747         | 1,086         | Autoroute 527                | Parc provincial Willow Creek               |
| RAP 135 | 9,562         | 5,942         | Autoroute 43                 | Parc provincial Young's Point              |
| RAP 136 | 20,287        | 12,606        | Autoroute 2                  | Parc provincial de Police Outpost          |
| RAP 138 | 1,355         | 0,842         | Autoroute 28                 | Parc provincial de Cold Lake               |
| RAP 142 | 4,143         | 2,574         | Autoroute 32                 | Parc provincial de Carson-Pegasus          |
| RAP 143 | 10,841        | 6,736         | Autoroute 750                | Parc provincial Hilliard's Bay             |
| RAP 150 | 1,121         | 0,697         | Autoroute 660                | Parc provincial de Moose Lake              |
| RAP 152 | 1,216         | 0,756         | Autoroute 22                 | Parc provincial de Chain Lakes             |

## Route d'approche urbaine
Une route d'approche urbaine (RAU) est une route gérée par le Ministère des Transports de l'Alberta qui relie les régions rurales aux autoroutes provinciales désignées. La liste qui suit est une liste des routes d'approche urbaine en mars 2017,.
| Numéro                                                                         | Longueur (km) | Longueur (mi) | Connection à l'autoroute | Destination               |
| ------------------------------------------------------------------------------ | ------------- | ------------- | ------------------------ | ------------------------- |
| RAU 55                                                                         | 1,703         | 1,058         | Autoroute 56             | Big Valley                |
| RAU 56                                                                         | 1,703         | 1,058         | Autoroute 45             | Dewberry                  |
| RAU 57                                                                         | 1,703         | 1,058         | Autoroute 45             | Clandonald                |
| RAU 68                                                                         | 0,763         | 0,474         | Autoroute 43             | Rochfort Bridge           |
| RAU 71                                                                         | 0,557         | 0,346         | Autoroute 21             | Huxley                    |
| RAU 73                                                                         | 1,419         | 0,882         | Autoroute 44             | Pibroch                   |
| RAU 74                                                                         | 0,805         | 0,500         | Autoroute 28             | Waskatenau                |
| RAU 79                                                                         | 1,374         | 0,854         | Autoroute 2              | Vimy                      |
| RAU 81                                                                         | 1,626         | 1,010         | Autoroute 44             | Jarvie                    |
| RAU 82                                                                         | 3,248         | 2,018         | Autoroute 44             | Flatbush                  |
| RAU 83                                                                         | 3,248         | 2,018         | Autoroute 44             | Fawcett                   |
| RAU 84                                                                         | 0,938         | 0,583         | Autoroute 43             | Onoway                    |
| RAU 86                                                                         | 0,382         | 0,237         | Autoroute 13             | Hughenden                 |
| RAU 87                                                                         | 2,955         | 1,836         | Autoroute 13             | Metiskow                  |
| RAU 88                                                                         | 0,350         | 0,217         | Autoroute 12             | Tees                      |
| RAU 89                                                                         | 3,267         | 2,030         | Autoroute 21             | Elnora                    |
| RAU 90                                                                         | 3,634         | 2,258         | Autoroute 21             | Lousana                   |
| RAU 96                                                                         | 3,296         | 2,048         | Autoroute 28             | Bonnyville Beach          |
| RAU 104                                                                        | 0,825         | 0,513         | Autoroute 28             | Warspite                  |
| RAU 108                                                                        | 10,527        | 6,541         | Autoroute 13             | Cadogan                   |
| RAU 110                                                                        | 2,068         | 1,285         | Autoroute 36             | Scandia                   |
| RAU 111                                                                        | 1,087         | 0,675         | Autoroute 12             | Clive                     |
| RAU 113                                                                        | 0,815         | 0,506         | Autoroute 27             | Morrin                    |
| RAU 114                                                                        | 3,225         | 2,004         | Autoroute 54             | Dickson                   |
| RAU 115                                                                        | 1,033         | 0,642         | Autoroute 16             | Evansburg                 |
| RAU 116                                                                        | 1,118         | 0,695         | Autoroute 28             | Vilna                     |
| RAU 122                                                                        | 2,279         | 1,416         | Autoroute 9              | Craigmyle                 |
| RAU 124                                                                        | 0,584         | 0,363         | Autoroute 2              | Widewater                 |
| RAU 125                                                                        | 1,838         | 1,142         | Autoroute 2              | Kinuso                    |
| RAU 128                                                                        | 1,008         | 0,626         | Autoroute 597            | Blackfalds                |
| RAU 133                                                                        | 8,251         | 5,127         | Autoroute 21             | Rockyford                 |
| RAU 136                                                                        | 0,257         | 0,160         | Autoroute 2              | Donnelly                  |
| RAU 137                                                                        | 6,517         | 4,049         | Autoroute 36             | Galahad                   |
| RAU 139                                                                        | 10,048        | 6,244         | Autoroute 41             | Empress                   |
| RAU 141                                                                        | 0,475         | 0,295         | Autoroute 9              | Beiseker                  |
| RAU 144                                                                        | 0,879         | 0,546         | Autoroute 9              | Irricana                  |
| RAU 150                                                                        | 0,884         | 0,549         | Autoroute 29             | Hairy Hill                |
| RAU 154                                                                        | 4,947         | 3,074         | Autoroute 41             | Hilda                     |
| RAU 155                                                                        | 0,669         | 0,416         | Autoroute 45             | Derwent                   |
| RAU 156                                                                        | 0,886         | 0,551         | Autoroute 28             | Smoky Lake                |
| RAU 158                                                                        | 0,618         | 0,384         | Autoroute 28             | Radway                    |
| RAU 160                                                                        | 2,778         | 1,726         | Autoroute 2              | Tawatinaw                 |
| RAU 161                                                                        | 0,735         | 0,457         | Autoroute 23             | Carmangay                 |
| RAU 164                                                                        | 1,501         | 0,933         | Autoroute 11             | Benalto                   |
| RAU 165                                                                        | 1,695         | 1,053         | Autoroute 20             | Bluffton                  |
| RAU 166                                                                        | 2,188         | 1,360         | Autoroute 2              | Joussard                  |
| RAU 167                                                                        | 0,456         | 0,283         | Autoroute 2              | Canyon Creek              |
| RAU 168                                                                        | 4,781         | 2,971         | Autoroute 41             | Schuler                   |
| RAU 170                                                                        | 0,895         | 0,556         | Autoroute 2              | Faust                     |
| RAU 171                                                                        | 0,913         | 0,567         | Autoroute 61             | Wrentham                  |
| RAU 172                                                                        | 3,507         | 2,179         | Autoroute 21             | New Sarepta               |
| RAU 174                                                                        | 0,463         | 0,288         | Autoroute 2              | Enilda                    |
| RAU 175                                                                        | 1,147         | 0,713         | Autoroute 13             | Winfield                  |
| RAU 178                                                                        | 0,913         | 0,567         | Autoroute 41             | Acadia Valley             |
| RAU 180                                                                        | 0,932         | 0,579         | Autoroute 28             | Ashmont                   |
| RAU 181                                                                        | 0,682         | 0,424         | Autoroute 617            | Hay Lakes                 |
| RAU 185                                                                        | 3,026         | 1,880         | Autoroute 69 (Ancienne)  | Aéroport de Fort McMurray |
| RAU 187                                                                        | 5,519         | 3,429         | Autoroute 21             | Swalwell                  |
| RAU 189                                                                        | 0,328         | 0,204         | Autoroute 13             | Gwynne                    |
| RAU 197                                                                        | 0,164         | 0,102         | Autoroute 32             | Peers                     |
| RAU 199                                                                        | 0,651         | 0,405         | Autoroute 16             | Ranfurly                  |
| RAU 205                                                                        | 1,760         | 1,094         | Autoroute 3              | Kipp                      |
| RAU 206                                                                        | 0,891         | 0,554         | Autoroute 21             | Bashaw                    |
| RAU 210                                                                        | 1,365         | 0,848         | Autoroute 56             | Meeting Creek             |
| RAU 212                                                                        | 0,829         | 0,515         | Autoroute 49             | Guy                       |
| RAU 213                                                                        | 4,225         | 2,625         | Autoroute 36             | Kikino                    |
| RAU 214                                                                        | 0,418         | 0,260         | Autoroute 2              | Bluesky                   |
| RAU 216                                                                        | 0,774         | 0,481         | Autoroute 16             | Minburn                   |
| RAU 217                                                                        | 2,264         | 1,407         | Autoroute 28             | Bellis                    |
| RAU 220                                                                        | 0,801         | 0,498         | Autoroute 41             | Czar                      |
| RAU 221                                                                        | 0,942         | 0,585         | Autoroute 21             | Delburne                  |
| RAU 224                                                                        | 0,248         | 0,154         | Autoroute 63             | Abee                      |
| RAU 225                                                                        | 1,443         | 0,897         | Autoroute 55             | Rich Lake                 |
| RAU 227                                                                        | 1,374         | 0,854         | Autoroute 35             | Aéroport de High Level    |
| RAU 236                                                                        | 0,929         | 0,577         | Autoroute 29             | Saint-Édouard             |
| RAU 238                                                                        | 0,598         | 0,372         | Autoroute 2              | Berwyn                    |
| Les boîtes avec un arrière-plan gris représentent une route qui n'existe plus. |               |               |                          |                           |